# Énergie aux États-Unis
Le secteur de l'énergie aux États-Unis est marqué par la prépondérance des combustibles fossiles (83,5 % de la production d'énergie primaire et 81,6 % de la consommation d'énergie primaire en 2023) : gaz naturel (36,8 % de la production et 35,3 % de la consommation), pétrole (34,9 % et 36,3 %), charbon (11,7 % et 10,0 %). Le nucléaire assure 8,8 % de la production, couvrant 9,8 % de la consommation ; les énergies renouvelables fournissent 7,7 % de la production, couvrant 8,6 % de la consommation.
La puissance de ce secteur est mise en évidence par les classements internationaux : les États-Unis sont en 2024 au 1er rang mondial pour la production de pétrole (18,9 % du total mondial), devant la Russie (11,6 %) et l'Arabie Saoudite (11,2 %) ; au 1er rang mondial pour la production de gaz naturel (25,0 % du total mondial), de produits pétroliers (19,6 %), d'électricité à partir de gaz naturel (28,6 %), au 2e rang mondial derrière la Chine pour la production totale d'électricité (14,8 %), au 5e rang mondial en 2024 pour la production de charbon (5,8 %).
La consommation d'énergie primaire par habitant des États-Unis est très élevée : 3,7 fois la moyenne mondiale et 2,3 fois la moyenne de l'Union européenne en 2024.
La part de l'électricité dans la consommation finale d'énergie était de 21,8 % en 2022.
Les États-Unis disposent de vastes ressources : leurs réserves de pétrole se classaient en 2022 au 9e rang mondial, celles de gaz naturel au 4e rang mondial et celles de charbon au 1er rang mondial (28 % des réserves mondiales), mais malgré cela ils sont restés globalement importateurs nets d'énergie de 1953 à 2018 avant de devenir exportateur net à partir de 2019 (solde exportateur en 2022 : 6,1 %) ; leur taux de dépendance a culminé à 30,1 % en 2005, puis a rapidement reculé grâce à la baisse de consommation produite par les délocalisations et la crise de 2008 et à la remontée des productions de pétrole et de gaz naturel rendue possible par les techniques de forage horizontal et de fracturation hydraulique. En 2017, le solde des échanges de gaz est pour la première fois redevenu exportateur et en 2024, les États-Unis sont parvenus au 3e rang mondial des exportateurs de gaz naturel derrière la Russie et le Qatar ; pour le charbon, le solde reste exportateur (24,4 % de la production), au 4e rang mondial ; la production de pétrole brut des États-Unis couvre 106 % de leur consommation en 2024, et en prenant en compte les produits pétroliers le pays a un solde exportateur net.
Non signataire du Protocole de Kyoto sur le réchauffement climatique, les États-Unis sont le second pays émetteur mondial de gaz à effet de serre liés à l'énergie (13,3 % des émissions mondiales) en 2022 après la Chine (29,7 %). Leurs émissions de gaz à effet de serre liées à l'énergie n'ont baissé que de 1,7 % depuis 1990. Leurs émissions de CO2 liées à l'énergie par habitant sont en 2022 équivalentes à 3,22 fois la moyenne mondiale et 1,84 fois celles de la Chine. En 2015, le pays s'est engagé à réduire ses émissions de gaz à effet de serre de 26 à 28 % en 2025 par rapport à 2005, mais en 2017 le président Donald Trump a retiré le pays de l'accord de Paris sur le climat avant que Joe Biden reprenne la politique de lutte contre le réchauffement climatique. Des programmes de réduction des gaz à effet de serre ont été mis en place au niveau municipal ou des États fédérés, tels que le Regional Greenhouse Gas Initiative.

## Vue d'ensemble
| Principaux indicateurs de l'énergie aux États-Unis     | Principaux indicateurs de l'énergie aux États-Unis | Principaux indicateurs de l'énergie aux États-Unis | Principaux indicateurs de l'énergie aux États-Unis | Principaux indicateurs de l'énergie aux États-Unis | Principaux indicateurs de l'énergie aux États-Unis | Principaux indicateurs de l'énergie aux États-Unis |
| ------------------------------------------------------ | -------------------------------------------------- | -------------------------------------------------- | -------------------------------------------------- | -------------------------------------------------- | -------------------------------------------------- | -------------------------------------------------- |
|                                                        | Population                                         | Consommation énergie primaire                      | Production                                         | Importation nette                                  | Consommation électricité                           | Émissions de GES*                                  |
| Année                                                  | Millions                                           | PJ                                                 | PJ                                                 | PJ                                                 | TWh                                                | Mt CO2éq                                           |
| 1990                                                   | 250                                                | 80 155                                             | 69 169                                             | 14 315                                             | 2 924                                              | 5 128                                              |
| 2000                                                   | 282,2                                              | 95 160                                             | 69 771                                             | 25 388                                             | 3 857                                              | 6 048                                              |
| 2010                                                   | 309,3                                              | 92 770                                             | 72 153                                             | 22 345                                             | 4 143                                              | 5 702                                              |
| 2011                                                   | 311,6                                              | 91 512                                             | 74 589                                             | 18 926                                             | 4 127                                              | 5 501                                              |
| 2012                                                   | 313,9                                              | 89 755                                             | 75 878                                             | 15 725                                             | 4 069                                              | 5 295                                              |
| 2013                                                   | 316,1                                              | 91 337                                             | 78 290                                             | 13 184                                             | 4 110                                              | 5 446                                              |
| 2014                                                   | 318,4                                              | 92 431                                             | 84 030                                             | 10 811                                             | 4 138                                              | 5 487                                              |
| 2015                                                   | 320,7                                              | 91 451                                             | 84 541                                             | 10 739                                             | 4 129                                              | 5 373                                              |
| 2016                                                   | 323,1                                              | 90 468                                             | 80 061                                             | 11 130                                             | 4 148                                              | 5 248                                              |
| 2017                                                   | 325,1                                              | 90 099                                             | 83 275                                             | 7 301                                              | 4 099                                              | 5 194                                              |
| 2018                                                   | 326,8                                              | 92 652                                             | 90 193                                             | 3 329                                              | 4 289                                              | 5 400                                              |
| 2019                                                   | 328,3                                              | 92 603                                             | 96 556                                             | -833                                               | 4 187                                              | 5 278                                              |
| 2020                                                   | 331,5                                              | 85 203                                             | 90 304                                             | -3 381                                             | 4 109                                              | 4 725                                              |
| 2021                                                   | 332,0                                              | 89 555                                             | 92 710                                             | -3 755                                             | 4 170                                              | 5 012                                              |
| 2022                                                   | 333,3                                              | 90 979                                             | 97 071                                             | -5 915                                             | 4 332                                              | 5 102                                              |
| 2023                                                   | 334,9                                              | 90 140                                             | 100 433                                            | -7 528                                             | 4 259                                              | 5 039                                              |
| variation 1990-2023                                    | +34,0 %                                            | +12,5 %                                            | +45,2 %                                            | ns                                                 | +45,7 %                                            | -1,7 %                                             |
| * émissions de gaz à effet de serre liées à l'énergie. |                                                    |                                                    |                                                    |                                                    |                                                    |                                                    |

## Comparaisons internationales
Les statistiques de l'Agence internationale de l'énergie et celles de l'Energy Institute classent les États-Unis aux tout premiers rangs pour la plupart des indicateurs du domaine de l'énergie:
| Source d'énergie                                | indicateur               | rang | année | quantité | unité | % monde | commentaires                                                                                       |
| Pétrole brut                                    | Production               | 1er  | 2024  | 858      | Mt    | 18,9 %  | 2e : Russie 526 Mt (11,6 %), 3e : Arabie saoudite 510 Mt (11,2 %)                                  |
| Pétrole brut                                    | Importation nette        | 3e   | 2024  | 130,7    | Mt    | 6,1 %   | 1er : Chine (553,2 Mt, 25,6 %), 2e : Inde (238,5 Mt, 11,1 %)                                       |
| Produits pétroliers                             | Capacité de raffinage    | 2e   | 2024  | 18,42    | Mbl/j | 17,6 %  | 1er : Chine (17,7 %), 3e : Russie (6,5 %), 4e : Inde (4,9 %)                                       |
| Produits pétroliers                             | Production               | 1er  | 2024  | 16,22    | Mbl/j | 19,6 %  | 2e : Chine (14,63 Mbl/j, 17,6 %), 3e : Russie (6,6 %), 4e : Inde (6,4 %)                           |
| Produits pétroliers                             | Exportation nette        | 1er  | 2024  | 195      | Mt    | 15,5 %  | 2e : Russie (103,1 Mt, 8,2 %), 3e : Émirats arabes unis (63,7 Mt, 5,1 %)                           |
| Gaz naturel                                     | Production               | 1er  | 2024  | 1 033    | Gm3   | 25,0 %  | 2e : Russie (15,3 %), 3e : Iran (6,4 %), 4e : Chine (6,0 %)                                        |
| Gaz naturel                                     | Exportation nette,       | 3e   | 2024  | 118,1    | Gm3   | 13,3 %  | 1er : Russie (147,1 Gm3, 16,6 %), 2e : Qatar (125,8 Gm3, 14,2 %)                                   |
| Charbon                                         | Réserves (hors lignite)  | 1er  | 2023  | 218,0    | Gt    | 28 %    | 2e : Chine (18,8 %), 3e : Inde (15,7 %)                                                            |
| Charbon                                         | Production               | 5e   | 2024  | 10,61    | EJ    | 5,8 %   | 1er : Chine (94,48 EJ ; 51,8 %), 2e : Inde (9,9 %), 3e : Indonésie (9,3 %), 4e : Australie (6,5 %) |
| Charbon                                         | Exportation nette        | 4e   | 2024  | 2,59     | EJ    | 7,2 %   | 1er : Indonésie (10,72 EJ) ; 29,8 %), 2e : Australie (25,2 %), 3e : Russie (13,4 %)                |
| Électricité                                     | Production               | 2e   | 2024  | 4 635    | TWh   | 14,8 %  | 1er : Chine (10 126 TWh, 32,4 %), 3e : Inde (2 030 TWh, 6,5 %)                                     |
| Prod.élec.par source*                           | Charbon/lignite          | 3e   | 2024  | 712,4    | TWh   | 6,7 %   | 1er : Chine (5 827,6 TWh, 54,9 %), 2e : Inde (14,3 %)                                              |
| Prod.élec.par source*                           | Gaz naturel              | 1er  | 2024  | 2 005,2  | TWh   | 28,6 %  | 2e : Russie (7,8 %), 3e : Iran (4,9 %), 4e : Chine (4,6 %), 5e : Japon (4,6 %)                     |
| Prod.élec.par source*                           | Renouvelables hors hydro | 2e   | 2024  | 830      | TWh   | 15,3 %  | 1er : Chine (2 045 TWh, 37,8 %), 3e : Allemagne (4,8 %), 4e : Inde (4,4 %), 5e : Brésil (4,4 %)    |
| * production d'électricité par source d'énergie |                          |      |       |          |       |         | |

## Histoire

Historique de la consommation d'énergie primaire des États-Unis 1776-2015
source : U.S. DOE Energy Information Administration.

Le graphique ci-dessus met en évidence la succession des énergies dominantes aux États-Unis :

### L'âge du bois

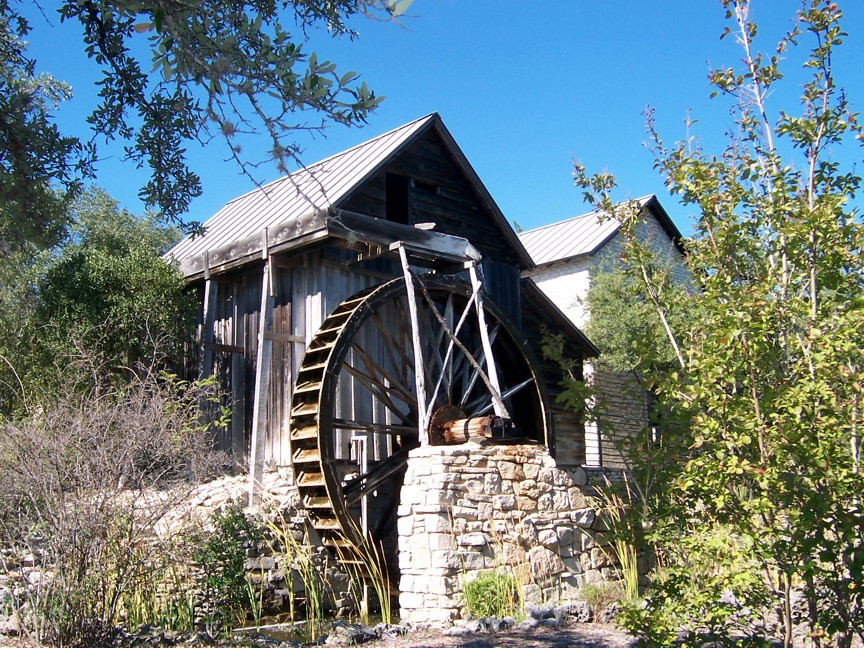
Le moulin Anderson (Texas) construit dans les années 1850 pour moudre le maïs et égrener le coton (reproduction réalisée en 1965 lorsque l'original fut noyé par le réservoir de Lake Travis).

Depuis sa fondation jusqu'au milieu du XIXe siècle, les États-Unis étaient un pays largement agricole avec d'abondantes forêts. Pendant cette période, la consommation d'énergie se concentrait pour l'essentiel sur le bois pour les applications thermiques (chauffage, vapeur…) et sur la traction animale pour les transports et l'agriculture (labourage) ; l'énergie éolienne était utilisée sous forme de moulin à vent et l'énergie hydraulique sous forme de moulin à eau.

### L'âge du charbon (1885-1948)

Conditions de travail dans les mines de charbon aux États-Unis
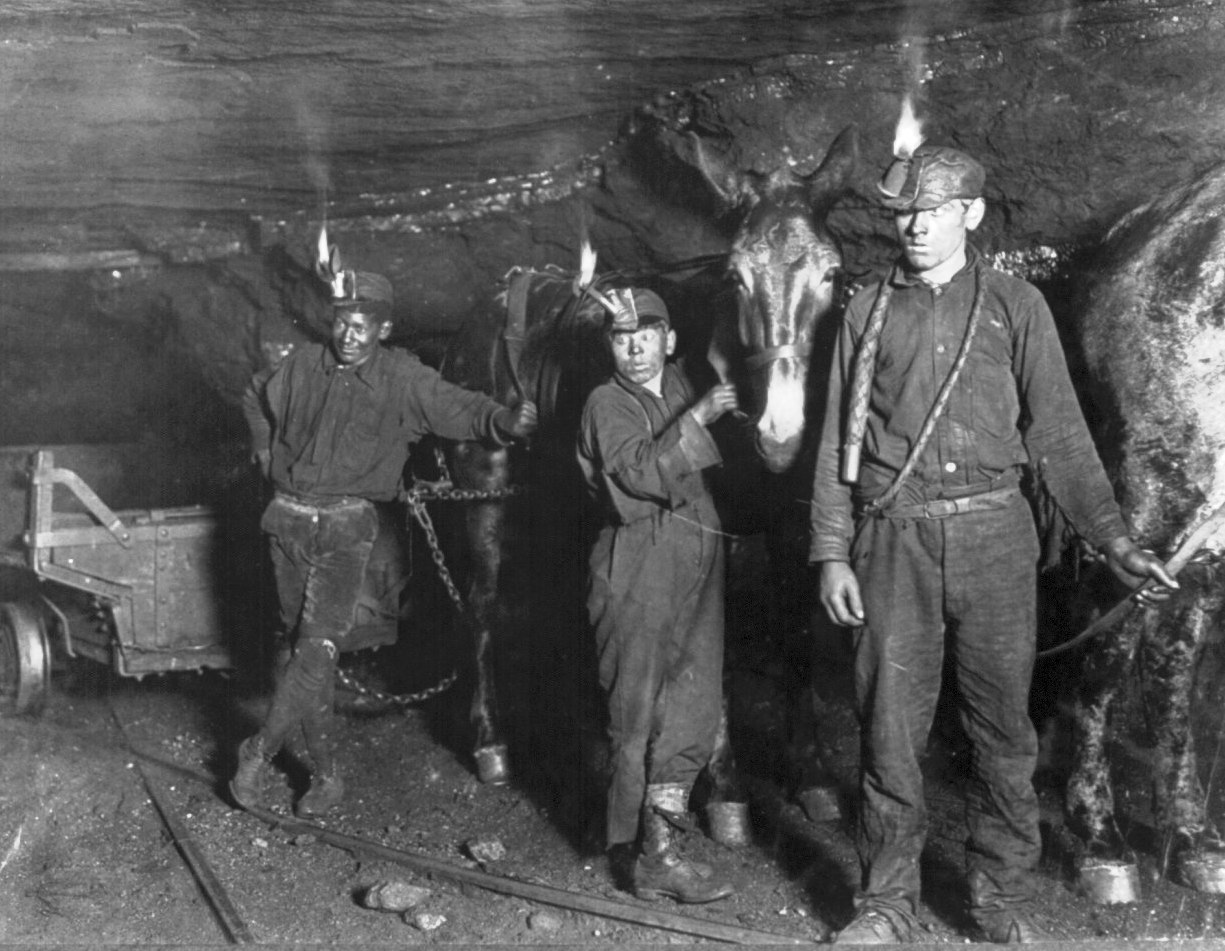
Enfants mineurs de charbon et mules, en 1908 dans la mine de Gary en Virginie-Occidentale. Source : Library of Congress[9].
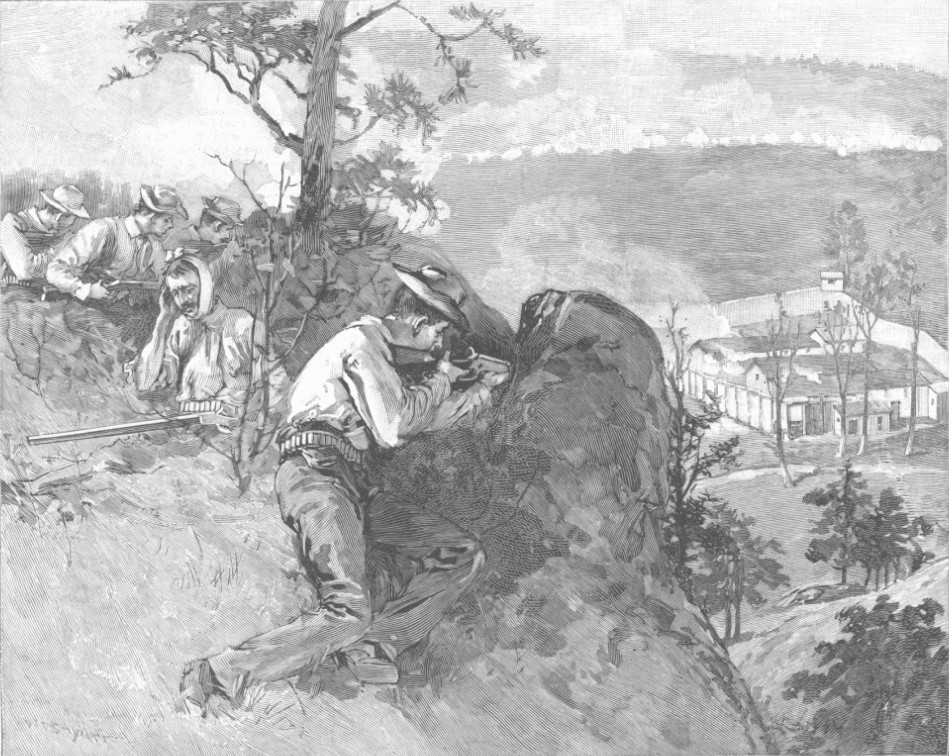
Mineurs de charbon tirant vers le fort Anderson depuis une colline durant la guerre de Coal Creek (1891-1892) dans le comté d'Anderson (Tennessee).
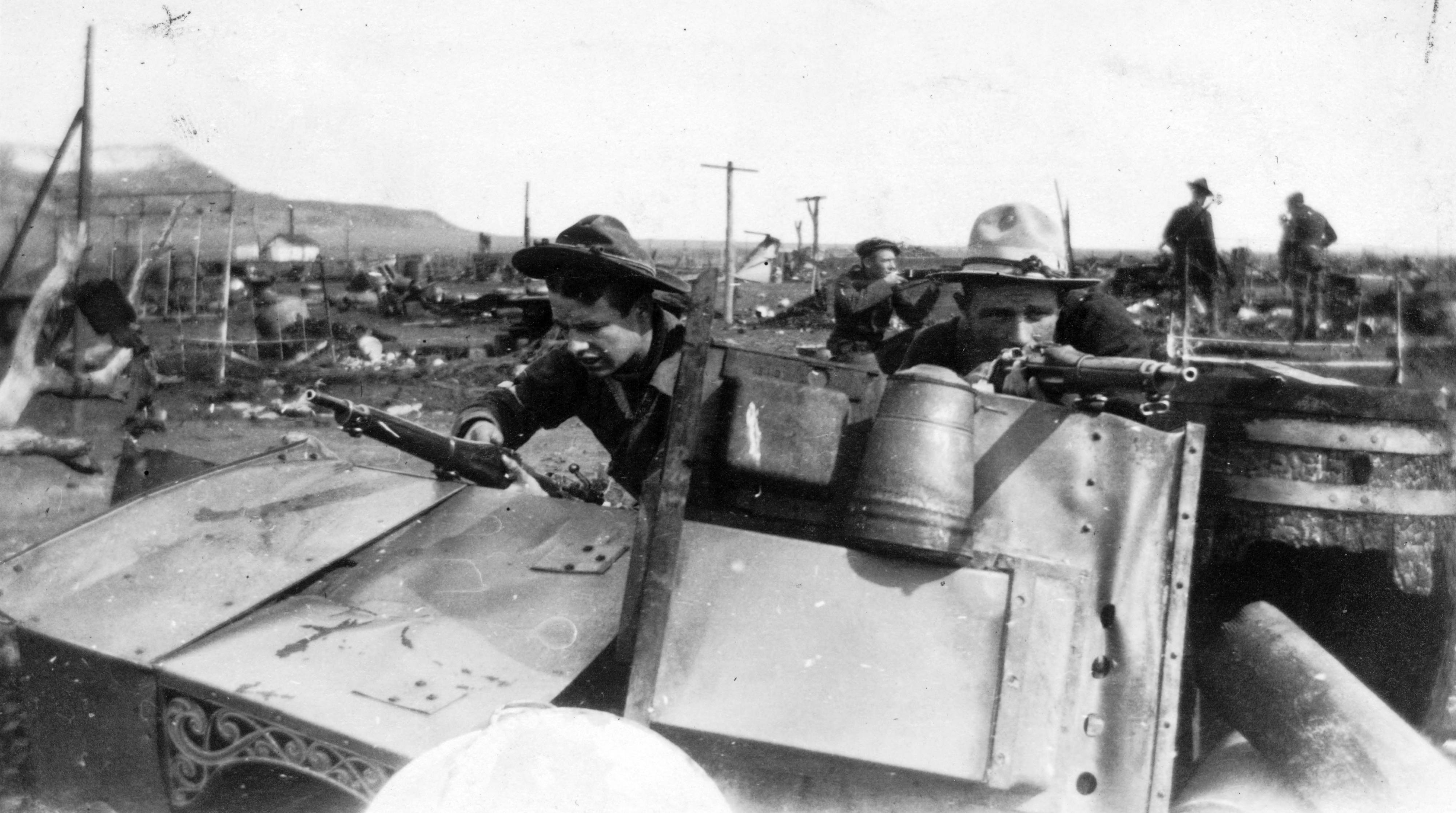
La Garde nationale du Colorado, mobilisée pour réprimer la grève de l'UMW, posant avec ses fusils dans le camp détruit des mineurs près de Ludlow, comté de Las Animas, Colorado.

L'industrialisation rapide de l'économie, l'urbanisation et le développement des chemins de fer conduisirent à un usage croissant de charbon, qui vers 1885 dépassa le bois comme principale source d'énergie primaire.
Les conditions de travail alors très dures dans les mines causèrent de nombreuses grèves, en particulier la grève des mineurs de charbon de 1894 (Bituminous Coal Miners' Strike), lancée par le syndicat United Mine Workers (UMW) à peine trois ans après sa fondation, qui mobilisa 180 000 mineurs et stoppa la production de charbon des Appalaches au Colorado pendant huit semaines et des émeutes nommées « guerres du charbon » (coal wars) de 1890 à 1930, en particulier dans les Appalaches, mais aussi au Colorado : la « guerre de Coal Creek » déclenchée en 1891 par la décision des propriétaires de mines de charbon de la vallée de Coal Creek dans le comté d'Anderson (Tennessee), de remplacer les mineurs par des bagnards ; les mineurs prirent les armes et, pendant plus d'un an, attaquèrent et incendièrent prisons et bâtiments des compagnies, libérant des centaines de prisonniers ; ces émeutes firent des dizaines de victimes parmi les mineurs et les soldats. Le massacre de Lattimer, mine de charbon près de Hazleton en Pennsylvanie, eut lieu le 10 septembre 1897 : un groupe de supplétifs enrôlés par le shérif du comté de Luzerne ouvrit le feu sur un cortège de 150 mineurs grévistes, en tuant 19 et en blessant plusieurs dizaines ; les victimes étaient des immigrés récents d'Europe centrale : Polonais, Slovaques, Lituaniens et Allemands, ; en 1914, au cours d'une autre grève de l'UMW à Ludlow dans le Colorado contre la Colorado Fuel and Iron de la famille Rockefeller, entre 19 et 25 personnes, dont 2 femmes et 11 enfants, furent massacrés le 20 avril par les gardes de la compagnie ; en représailles, les mineurs prirent les armes et attaquèrent des dizaines de mines de la région ; en 10 jours, cette « guerre » fit entre 69 et 199 morts selon les estimations ; Thomas G. Andrews la décrit comme la « grève la plus meurtrière de l'histoire des États-Unis ».
Le charbon resta dominant sur les sept décennies suivantes, puis vers 1950, il fut surpassé à son tour par le pétrole, puis dans les années 1960 également par le gaz naturel, mais sa consommation continua à croître jusqu'à un premier pic lors du premier choc pétrolier ; après une quinzaine d'années de recul, il recommença à croître à la fin des années 1980, jusqu'à 2010.
Dans les années 2010, il est en net recul, et de nombreux producteurs sont en difficultés économiques.

### L'âge du pétrole (et du gaz naturel)

Histoire du pétrole aux États-Unis
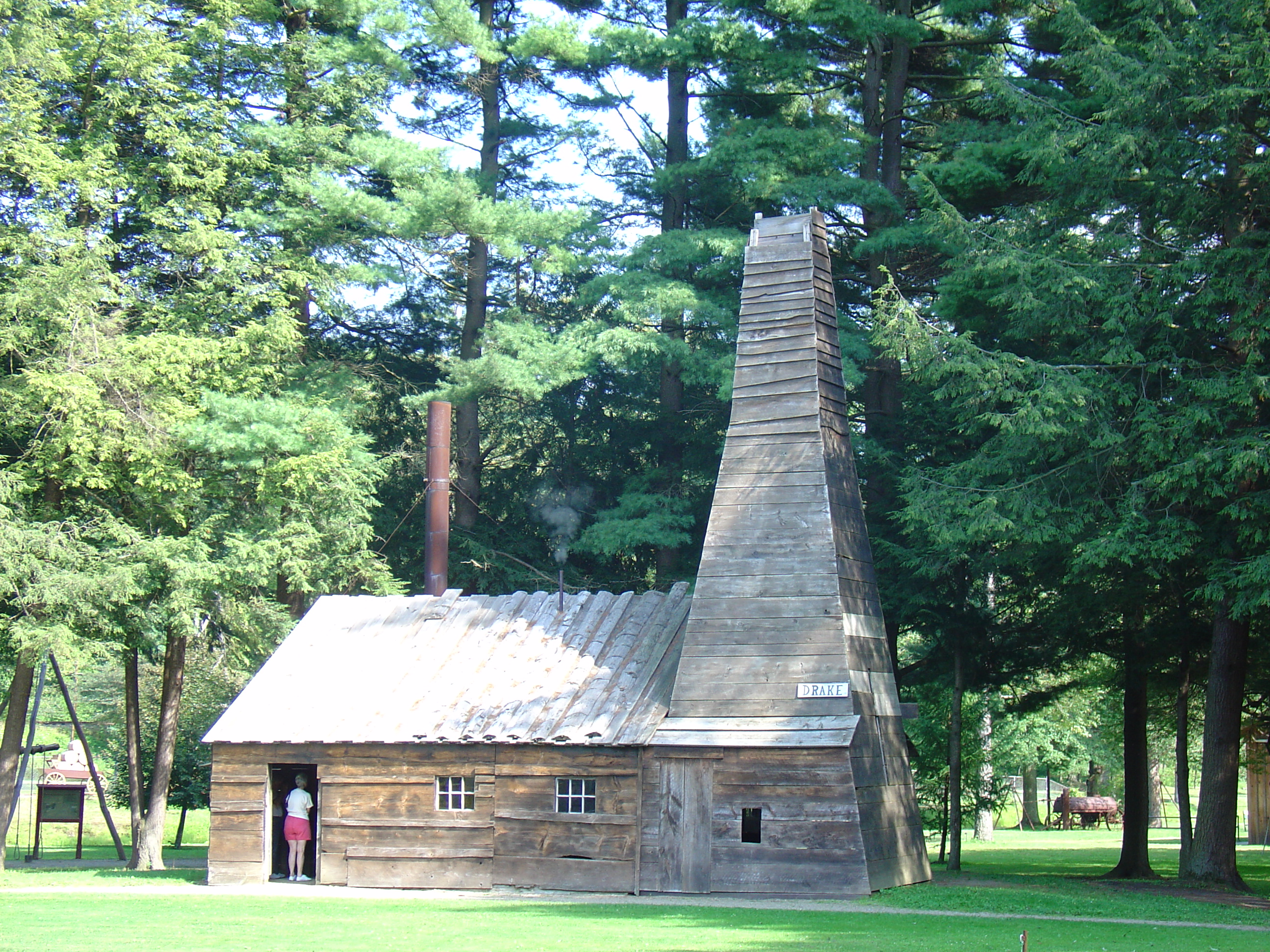
Réplique de la cabane du moteur et du derrick à Oil Creek, Pennsylvanie, 1er puits de pétrole ouvert en 1859.
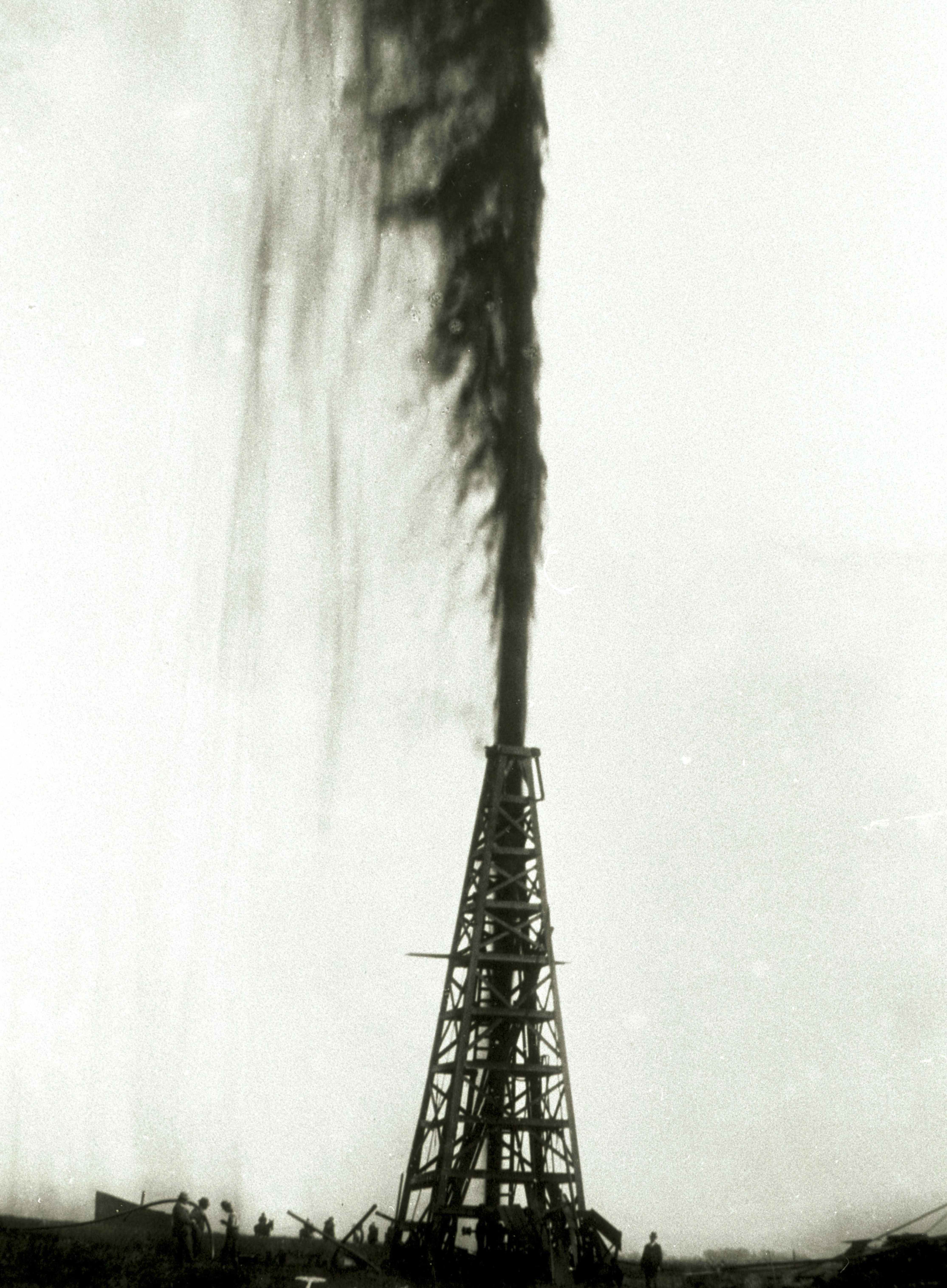
Le « geyser du capitaine Lucas » (1901) à Spindletop Hill, au sud de Beaumont (Texas).
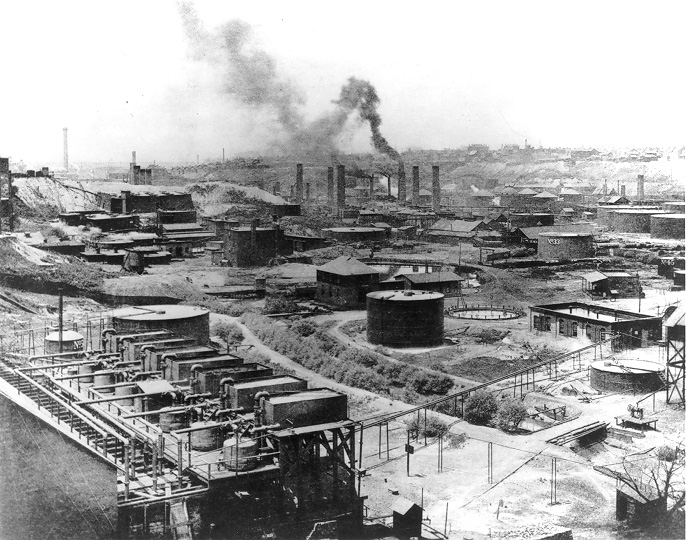
La première raffinerie de la Standard Oil, l'une des Sept Sœurs, à Cleveland (Ohio), en 1899.

Le 28 août 1859, George Bissell et Edwin Drake utilisent pour la première fois avec succès une machine de forage sur un puits creusé spécialement pour la production de pétrole, à Oil Creek près de Titusville (Pennsylvanie). Ce fut une date marquante dans l'expansion de la prospection pétrolière sur tout le territoire américain. Le 10 janvier 1901, le capitaine Anthony Francis Lucas, qui avait creusé un puits de prospection à Spindletop Hill, au sud de Beaumont (Texas), voit un énorme geyser jaillir de son puits, projetant 6 tonnes de tuyaux par-dessus le derrick. Cet événement déclenche une frénésie de forages.
Au début du XXe siècle, le pétrole était une ressource utilisée pour la fabrication de lubrifiants et comme combustible pour les lampes à huile et à kérosène (« pétrole lampant »). Un demi-siècle plus tard, il était devenu la source d'énergie prédominante pour les États-Unis comme pour le reste du monde. Cette ascension a été parallèle à celle de l'automobile, élément fondamental de la culture et de l'économie américaines.
Alors que le pétrole est aussi utilisé comme matière première pour la chimie et alimente divers process industriels, les 2/3 de sa consommation aux États-Unis prennent la forme de carburants pour le transport. Les qualités du pétrole pour les usages moteurs en termes de contenu énergétique, de coût de production et de rapidité de réapprovisionnement ont contribué à en faire le combustible le plus utilisé.
Dès les débuts du XIXe siècle, le gaz de houille est distillé pour servir à l'éclairage, remplaçant l'huile de baleine, et comme gaz de ville. Le gaz naturel est utilisé pour la première fois en Amérique pour l'éclairage en 1816 ; moins polluant et plus facilement transportable que le charbon, il le remplace peu à peu comme ressource favorite pour le chauffage des logements, commerces et bureaux, ainsi que pour les fours industriels.

### L'âge du trio fossile (pétrole-charbon-gaz naturel)
Le pétrole connait (ainsi que le gaz naturel) un premier recul après le premier choc pétrolier, qui stimule la relance du charbon et déclenche le décollage du nucléaire, puis un 2e recul plus marqué (près de 20 %) au début des années 1980, consécutif au deuxième choc pétrolier, à la suite duquel le total charbon + gaz dépasse le pétrole, et enfin un nouveau recul lié à la crise économique à partir de 2008 ; on observe depuis quelques années le décollage, certes encore timide mais vigoureux, des énergies renouvelables.
Bien que la consommation totale d'énergie ait augmenté d'un facteur de 50 environ entre les recensements de 1850 et de 2000, la consommation d'énergie par habitant n'a augmenté que d'un facteur de quatre ; elle a atteint un pic à 8 438 kg/hab en 1978, et en 2011, elle avait décliné de 16,2 % par rapport à ce pic, à 7 069 kg/hab, revenant ainsi au niveau de 1968.

### Histoire de la politique énergétique des États-Unis auXXesiècle
La tradition américaine de non-intervention de l'État dans l'économie est de règle dans le secteur des énergies fossiles, avec cependant des exceptions de plus en plus amples liées aux crises successives de l'approvisionnement énergétique du pays :
- Pendant la Seconde Guerre mondiale, le président Roosevelt établit en 1941 l' Office of Petroleum Coordinator for National Defense pour contrôler tout le secteur pétrolier ; en 1943, l'oléoduc Big Inch est construit par une compagnie d'État, reliant les gisements texans à Philadelphie, puis au New-Jersey en 1944, servant d'alternative de transport aux pétroliers coulés par les sous-marins allemands, et permettant de raccourcir la route maritime pour l'approvisionnement de l'Europe[19].
- Le 7 novembre 1973, en réaction à l'embargo pétrolier imposé par les membres arabes de l'Organisation des pays exportateurs de pétrole, qui a provoqué le premier choc pétrolier, le président Nixon a lancé le Project Independence, qui visait à assurer l'indépendance énergétique des États-Unis à l'horizon 1980, par le développement d'un éventail de mesures d'économies d'énergie et de reconversions énergétiques, dont la limitation de vitesse sur les autoroutes à 55 mi/h (90 km/h), la conversion des centrales thermiques au fioul vers le charbon, la mise en service de l'oléoduc trans-Alaska et le financement d'infrastructures de transport en commun par la ré-allocation de certains budgets fédéraux alloués à la construction d'autoroutes. Le 4 décembre 1973, le Federal Energy Office remplace l'Energy Policy Office et est chargé de rationner les livraisons de pétrole aux raffineurs et aux consommateurs et de contrôler les prix du pétrole et de l'essence[20].
- Le 22 décembre 1975, le président Ford signe le Energy Policy and Conservation Act, prolongeant les contrôles des prix pétroliers jusqu'en 1979, imposant des normes d'économie de carburant automobile et autorisant la création de la réserve stratégique de pétrole ; les contrôles de prix ont été levés partiellement en 1979 par le président Carter[20] et complètement en 1981 par le président Reagan[21].
- La présidence Jimmy Carter sera marquée par le second choc pétrolier et la dépendance énergétique. Le président fit plusieurs déclarations sur les moyens à mettre en œuvre comme l'économie d'énergie, la production locale avec l'imposition de quotas ou l'énergie solaire[22],[23].
- Le 9 novembre 1978, Carter signe le National Energy Act, qui comprend en particulier[20] :
  - le Power Plant and Industrial Fuel Use Act qui restreignait la possibilité de construction de nouvelles centrales utilisant le pétrole ou le gaz naturel (cette loi fut abrogée en 1987) ;
  - le Energy Tax Act, qui créait une taxe sur les véhicules gaspilleurs de carburant (gas-guzzlers tax).
- Le 30 juin 1980, le président Carter signe l'Energy Security Act, qui créait la U.S. Synthetic Fuels Corporation pour lancer la production de combustibles synthétiques, par gazéification de lignite et de charbon, afin de réduire les importations[20]. Cette entreprise fut abolie par le président Reagan en 1985.

Dans le secteur électrique, c'est l'intervention de l'État (surtout des États fédérés) qui est la règle, la fourniture d'électricité étant réglementée au niveau de chaque État et contrôlée par les Public utilities commission ; les entreprises électriques appelées public utilities, qu'elles soient publiques ou privées (ou encore parfois coopératives, dans les zones rurales), sont considérées comme remplissant des missions d'intérêt général, en particulier le transport et la distribution d'électricité, qui sont considérés comme des monopoles naturels ; l'intervention publique s'est généralisée 
pendant les années 1930, en réaction à la crise de 1929, dans le cadre du New Deal :
- le Public Utility Holding Company Act (PUHCA, littéralement : Loi sur les sociétés holdings chargées d'un service public), voté en 1935 par le Congrès des États-Unis, limitait l'activité des groupes opérant dans les services publics, notamment les groupes électriques, à un seul État, prévoyant si nécessaire des mesures de cession d'actif ; il s'agissait alors de soumettre les sociétés concernées à la régulation sectorielle, notamment tarifaire, qui s'exerce au niveau des États ; la loi imposait de plus le recentrage des activités de ces entreprises sur le domaine régulé, prévoyant une approbation préalable de la Securities and Exchange Commission (SEC) avant tout engagement dans des activités non régulées et, le cas échéant, une séparation stricte entre activités régulées et non régulées ;
- afin de redresser l'économie et de lutter contre le chômage, des programmes de grands travaux ont été lancés ; le plus important dans le domaine de l'énergie fut la Tennessee Valley Authority (TVA), entreprise publique fédérale créée en 1933 par le président Franklin Delano Roosevelt dans le but de sortir la région de sa misère en créant des milliers d'emplois[24]. Dans le même esprit, la construction, à l'initiative du Bureau of Reclamation, du Barrage Hoover sur le fleuve Colorado ainsi que celle des barrages de Bonneville et de Grand Coulee dans le cadre de l'aménagement hydroélectrique du bassin du fleuve Columbia, ont créé de nombreux emplois (voir Histoire de l'hydroélectricité aux États-Unis).

L'après-guerre est surtout marqué par le développement de l'énergie nucléaire : l' Atomic Energy Act de 1946 transfère toutes les activités concernant l'énergie atomique à l' Atomic Energy Commission nouvellement créée. En 1947 est inauguré au Brookhaven National Laboratory le Graphite Research Reactor, le premier réacteur construit dans le seul but d'explorer les usages pacifiques de l'atome. En 1951, le réacteur surgénérateur expérimental no 1 situé dans la National Reactor Testing Station près d'Arco, dans l'Idaho, produit le premier courant électrique nucléaire ; en 1954, le président Eisenhower signe l' Atomic Energy Act de 1954, ouvrant la voie au développement d'un programme civil nucléaire ; en 1957, le réacteur nucléaire de Shippingport, première centrale nucléaire de taille industrielle au monde, entre en fonction à Shippingport, en Pennsylvanie. En 1961, le premier générateur thermoélectrique à radio isotope pour applications spatiales, fournissant de l'électricité pour vaisseau spatial par conversion directe de la chaleur produite par la désintégration de l'oxyde de plutonium-238 en électricité, est lancé sur le vaisseau spatial Navy Transit 4A. En 1963, la Jersey Central Power and Light Company annonce l'achat d'une centrale de 515 MW à General Electric, première centrale nucléaire choisie sur des fondements purement économiques sans aide du gouvernement et en concurrence directe avec une installation conventionnelle.
Le Clean Air Act de 1963 signé par le président Johnson établit des normes de contrôle de la pollution de l'air, interdit la production de moteurs utilisant de l'essence au plomb, encourage les véhicules à combustibles propres (GNV, éthanol, GPL, électricité, etc).
Le 1er janvier 1969, le président Johnson signe le National Environmental Policy Act, créant l'Environmental Protection Agency (EPA) qui sera mise en place en 1970 sous la présidence Nixon.
Dans les années 1970, après les chocs pétroliers, la préoccupation principale est de combattre la dépendance croissante du pays aux importations de pétrole :
- le 24 mars 1977, l'Energy Research and Development Administration annonce la création du Solar Energy Research Institute, institut fédéral destiné à la recherche et au développement de solutions pour la maîtrise et l'utilisation de l'énergie solaire, à Golden dans le Colorado[20].
- le 4 août 1977, le président Carter signe le Department of Energy Organization Act, qui crée le Department of Energy (DOE) (ministère de l'énergie) par la fusion de services issus d'une douzaine de départements et agences, en particulier la Federal Energy Administration et l'Energy Research and Development Administration ; le DOE reçoit également la responsabilité du programme d'armement nucléaire[20].
- le 9 novembre 1978, en réaction au second choc pétrolier, le président Carter signe le National Energy Act, qui comprend en particulier[20] :
  - le Public Utilities Regulatory Policy Act (PURPA), qui constitue le premier acte du processus de déréglementation du secteur électrique, jusqu'alors organisé en monopoles locaux au niveau des États fédérés : les public utilities ; cette loi PURPA autorise la création de non-utility generators ("NUGs") (appelés aussi Independent Power Producer -IPP), c'est-à-dire de producteurs indépendants des public utilities, brisant ainsi leur monopole ; PURPA encourageait également le développement de la cogénération en imposant aux public utilities une obligation d'achat de la production des centrales de cogénération des NUGs dès lors que leur coût de production est inférieur à celui de la public utility (coût évité) ; PURPA encourageait également l'hydroélectricité et les énergies renouvelables ; elle interdisait les tarifs promotionnels dégressifs qui favorisaient les fortes consommations ;
  - le Energy Tax Act, qui créait une taxe sur les véhicules gaspilleurs de carburant (gas-guzzlers tax) et encourageait les économies d'énergie et les énergies renouvelables par des crédits d'impôt sur le revenu.
- le 30 juin 1980, le président Carter signe l'Energy Security Act, qui visait à stimuler le développement des énergies renouvelables (biomasse, solaire, géothermie, conversion de l'énergie thermique des océans), en particulier par des garanties d'emprunts[20].

Les années 1980 et 1990 sont marquées par la "révolution conservatrice" contre les excès de l'intervention étatique : la déréglementation lancée en 1978 par la loi PURPA du président Carter est poursuivie et approfondie par ses successeurs républicains :
- en mai 1982, le président Reagan proposa une loi transférant la plupart des responsabilités du DOE au Department of Commerce, mais le Congrès ne parvint pas à finaliser une décision sur ce projet[21].
- le 24 octobre 1992, le président Bush (père) signe le Energy Policy Act 1992, qui amende les lois PUHCA de 1935 et PURPA de 1978 pour accroître la concurrence, et promeut l'efficacité énergétique, en particulier dans les bâtiments, les biocarburants et les véhicules électriques[26].

En 1992, l'Environmental Protection Agency et le Department of Energy lancent le label et le système de normes d'efficacité énergétique Energy Star, qui ont été adoptés en 2001 par l'Union européenne.
À partir de la présidence Clinton apparait le thème du réchauffement climatique :
- peu après son élection, le président Clinton annonce le 21 avril 1993 que les États-Unis stabiliseront leurs émissions de gaz à effet de serre aux niveaux de 1990 d'ici l'an 2000. Le 19 octobre 1993, il dévoile, avec le vice-président Al Gore, le Climate Change Action Plan, soulignant des mesures volontaristes pour stabiliser les émissions de gaz à effet de serre[26].
- le 12 novembre 1998, les États-Unis signent le protocole de Kyoto[28] ; mais cette signature n'a jamais pu être ratifiée, le Sénat l'ayant rejeté parce que 1) il n'exige pas de réductions d'émissions des pays en développement et 2) "causerait de sérieux dommage à l'économie des États-Unis"[29].
- le 21 juin 1999, le DOE annonce la Wind Powering America Initiative (WPAI), conçue pour accroître significativement l'utilisation de l'énergie éolienne aux États-Unis au cours de la décennie suivante ; le 18 septembre 1999, le plus grand parc éolien du monde, utilisant des turbines développées et testées conjointement par le DOE et Enron Wind Corporation, est inauguré à Storm Lake dans l'Iowa, dans le cadre de cette WPAI.

## Production d'énergie primaire
| Énergie | 1950  | 1960  | 1970  | 1980  | 1990  | 2000  | 2007  | 2010   | % 2010  | Δ 2010 /2000 |
| Charbon | 14,06 | 10,82 | 14,61 | 18,60 | 22,49 | 22,74 | 23,49 | 22,04  | 29,4 %  | -3,1 %       |
| Gaz naturel | 6,23  | 12,66 | 21,67 | 19,91 | 18,33 | 19,66 | 19,79 | 21,81  | 29,1 %  | +10,9 %      |
| Pétrole | 11,45 | 14,93 | 20,40 | 18,25 | 15,57 | 12,36 | 10,74 | 11,60  | 15,5 %  | -6,2 %       |
| NGPL* | 0,82  | 1,46  | 2,51  | 2,25  | 2,17  | 2,61  | 2,41  | 2,78   | 3,7 %   | +6,5 %       |
| ss-total fossiles | 32,56 | 39,87 | 59,19 | 59,01 | 58,56 | 57,37 | 56,43 | 58,22  | 77,8 %  | +1,5 %       |
| Nucléaire | -     | 0,01  | 0,24  | 2,74  | 6,10  | 7,86  | 8,46  | 8,43   | 11,3 %  | +7,3 %       |
| Hydroélectricité | 1,42  | 1,61  | 2,63  | 2,90  | 3,05  | 2,81  | 2,45  | 2,54   | 3,4 %   | -9,6 %       |
| Géothermie | -     | -     | 0,006 | 0,05  | 0,17  | 0,16  | 0,19  | 0,21   | 0,28 %  | +26,5 %      |
| Solaire | -     | -     | -     | -     | 0,06  | 0,07  | 0,07  | 0,09   | 0,12 %  | +42,6 %      |
| Éolien | -     | -     | -     | -     | 0,03  | 0,06  | 0,34  | 0,92   | 1,2 %   | +1518 %      |
| Biomasse | 1,56  | 1,32  | 1,43  | 2,48  | 2,74  | 3,01  | 3,47  | 4,45   | 5,9 %   | +47,8 %      |
| ss-total renouvelables | 2,98  | 2,93  | 4,07  | 5,43  | 6,04  | 6,10  | 6,51  | 8,21   | 11,0 %  | +34,6 %      |
| Total production | 35,54 | 42,80 | 63,50 | 67,18 | 70,70 | 71,33 | 71,40 | 74,87  | 100,0 % | +5,0 %       |
| % renouvelables | 8,4 % | 6,8 % | 6,4 % | 8,1 % | 8,5 % | 8,6 % | 9,1 % | 11,0 % |         |              |
| * NGPL : hydrocarbures liquides issus du traitement du gaz naturel (éthane, propane, butane, etc) Source : Energy Information Administration |       |       |       |       |       |       |       |        |         |              |

| Source                                                  | 1990   | %    | 2000   | %    | 2010   | %    | 2020   | %    | 2023    | % 2023 | var. 2023/1990 |
| Charbon                                                 | 22 683 | 32,8 | 22 438 | 32,2 | 22 220 | 30,8 | 10 788 | 11,9 | 11 775  | 11,7 % | -48 %          |
| Pétrole                                                 | 18 110 | 26,2 | 15 307 | 21,9 | 14 553 | 20,2 | 30 208 | 33,5 | 35 071  | 34,9 % | +94 %          |
| Gaz naturel                                             | 17 510 | 25,3 | 18 713 | 26,8 | 20 716 | 28,7 | 32 984 | 36,5 | 37 006  | 36,8 % | +111 %         |
| total fossiles                                          | 58 303 | 84,3 | 56 458 | 80,9 | 57 489 | 79,7 | 73 980 | 81,9 | 83 852  | 83,5 % | +44 %          |
| Nucléaire                                               | 6 672  | 9,6  | 8 702  | 12,5 | 9 152  | 12,7 | 8 980  | 9,9  | 8 822   | 8,8 %  | +32 %          |
| Hydroélectricité                                        | 983    | 1,4  | 912    | 1,3  | 944    | 1,3  | 1 034  | 1,1  | 869     | 0,9 %  | -12 %          |
| Éolien, solaire, géothermie                             | 604    | 0,9  | 635    | 0,9  | 794    | 1,1  | 2 181  | 2,4  | 2 888   | 2,9 %  | +378 %         |
| Biomasse-déchets                                        | 2 607  | 3,8  | 3 064  | 4,4  | 3 774  | 5,2  | 4 130  | 4,6  | 4 001   | 4,0 %  | +53 %          |
| total EnR                                               | 4 194  | 6,1  | 4 611  | 6,6  | 5 512  | 7,6  | 7 344  | 8,1  | 7 759   | 7,7 %  | +85 %          |
| Total                                                   | 69 169 | 100  | 69 771 | 100  | 72 153 | 100  | 90 304 | 100  | 100 433 | 100 %  | +45 %          |
| Source des données : Agence internationale de l'énergie |        |      |        |      |        |      |        |      |         |        |                |

Alors que l'EIA ne comptabilise que la biomasse commercialisée (biocarburants et bois vendus dans le commerce), l'AIE estime l'ensemble de la production de biomasse, y compris la production pour usage propre.

## Importations, exportations et degré de dépendance
| Énergie | 1950  | 1960  | 1970  | 1980   | 1990   | 2000   | 2010   |
| Importations |       |       |       |        |        |        |        |
| Charbon | 0,02  | 0,01  | 0,005 | 0,05   | 0,09   | 0,41   | 0,51   |
| Gaz naturel | -     | 0,16  | 0,85  | 1,01   | 1,55   | 3,87   | 3,83   |
| Pétrole brut | 1,06  | 2,20  | 2,81  | 11,19  | 12,77  | 19,78  | 20,14  |
| Produits pétroliers | 0,83  | 1,80  | 4,66  | 3,46   | 4,35   | 4,75   | 5,22   |
| Biomasse | -     | -     | -     | -      | -      | 0,0004 | 0,004  |
| Électricité | 0,007 | 0,02  | 0,02  | 0,09   | 0,06   | 0,17   | 0,15   |
| Total importations | 1,91  | 4,19  | 8,34  | 15,80  | 18,82  | 28,97  | 29,87  |
| Exportations |       |       |       |        |        |        |        |
| Charbon | 0,80  | 1,03  | 2,00  | 2,47   | 2,79   | 1,56   | 2,14   |
| Gaz naturel | 0,03  | 0,01  | 0,07  | 0,05   | 0,09   | 0,25   | 1,15   |
| Pétrole brut | 0,20  | 0,02  | 0,03  | 0,61   | 0,23   | 0,11   | 0,09   |
| Produits pétroliers | 0,44  | 0,41  | 0,52  | 0,55   | 1,59   | 2,05   | 4,69   |
| Biomasse | -     | -     | -     | -      | -      | -      | 0,05   |
| Électricité | -     | 0,003 | 0,01  | 0,01   | 0,06   | 0,05   | 0,07   |
| Total exportations | 1,47  | 1,48  | 2,63  | 3,69   | 4,75   | 4,01   | 8,18   |
| Solde import.r (a) | 0,45  | 2,71  | 5,71  | 12,10  | 14,06  | 24,97  | 21,69  |
| Conso.éner. prim. (b) | 34,62 | 45,09 | 67,84 | 78,07  | 84,49  | 98,81  | 95,14  |
| Taux dép.ce (a/b) | 1,3 % | 6,0 % | 8,4 % | 15,5 % | 16,6 % | 25,3 % | 22,8 % |
| Taux de dépendance (a/b) = solde importateur (a) / consommation d'énergie primaire (b). Source : Energy Information Administration (import, export et consommation). |       |       |       |        |        |        |        |

| Énergie | 2010   | 2015   | 2019   | 2020   | 2021   | 2022   | % 2022 | Δ 2022 /2010 |
| Importations |        |        |        |        |        |        |        |              |
| Charbon | 0,51   | 0,26   | 0,143  | 0,10   | 0,11   | 0,14   | 0,6 %  | -72 %        |
| Gaz naturel | 3,83   | 2,79   | 2,81   | 2,61   | 2,88   | 3,10   | 14,0 % | -19 %        |
| Pétrole brut | 20,14  | 16,30  | 15,05  | 13,04  | 13,54  | 13,95  | 64,9 % | -31 %        |
| Produits pétroliers | 5,22   | 4,11   | 4,60   | 3,94   | 4,66   | 4,05   | 18,8 % | -22 %        |
| Biomasse | 0,004  | 0,08   | 0,07   | 0,07   | 0,08   | 0,07   | 0,3 %  | x18,3        |
| Électricité | 0,15   | 0,26   | 0,20   | 0,21   | 0,18   | 0,19   | 0,9 %  | +26 %        |
| Total importations | 29,87  | 23,79  | 22,87  | 19,99  | 21,46  | 21,51  | 100 %  | -28 %        |
| Exportations |        |        |        |        |        |        |        |              |
| Charbon | 2,14   | 1,87   | 2,33   | 1,74   | 2,11   | 2,15   | 7,9 %  | +0,5 %       |
| Gaz naturel | 1,15   | 1,80   | 4,70   | 5,33   | 6,71   | 6,97   | 25,5 % | +506 %       |
| Pétrole brut | 0,09   | 0,96   | 6,21   | 6,70   | 6,19   | 7,47   | 27,3 % | x83          |
| Produits pétroliers | 4,69   | 8,15   | 9,93   | 9,41   | 9,76   | 10,42  | 38,1 % | +122 %       |
| Biomasse | 0,05   | 0,08   | 0,24   | 0,23   | 0,25   | 0,28   | 1,0 %  | +460 %       |
| Électricité | 0,07   | 0,03   | 0,07   | 0,05   | 0,05   | 0,05   | 0,2 %  | -17 %        |
| Total exportations | 8,18   | 12,90  | 23,48  | 23,46  | 25,07  | 27,33  | 100 %  | +234 %       |
| Solde import.r (a) | 21,69  | 10,89  | -0,61  | -3,47  | -3,61  | -5,82  |        | ns           |
| Conso.éner. prim. (b) | 95,14  | 94,48  | 96,60  | 88,85  | 93,36  | 94,79  |        | -0,4 %       |
| Taux dép.ce (a/b) | 22,8 % | 11,5 % | -0,6 % | -3,9 % | -3,9 % | -6,1 % |        |              |
| Taux de dépendance (a/b) = solde importateur (a) / consommation d'énergie primaire (b). Source : Energy Information Administration (import, export et consommation). |        |        |        |        |        |        |        |              |

Le taux de dépendance des États-Unis, après avoir été brièvement négatif de 1949 à 1952, s'est accru progressivement ; dès que la production a réduit son rythme de croissance, en 1970, il a décollé : de 6,5 % des besoins en 1970, il est passé à 23 % en 1977 ; après avoir reculé rapidement jusqu'à 9,9 % en 1982 et 1985 du fait de la forte baisse de consommation produite par le deuxième choc pétrolier et la crise monétaire qui s'ensuivit, il a repris son ascension jusqu'à son record de 30,1 % en 2005 ; depuis lors, il n'a cessé de baisser grâce à la conjugaison de l'essor de la fracturation hydraulique et du recul des consommations d'énergie, et les États-Unis sont devenus exportateur net à partir de 2019. Les prévisions 2022 de l'EIA prévoient que les États-Unis resteront exportateur net de produits pétroliers et de gaz naturel jusqu'en 2050.
| Le graphique qui aurait dû être présenté ici ne peut pas être affiché car il utilise l'ancienne extension Graph, désactivée pour des questions de sécurité. Des indications pour créer un nouveau graphique avec la nouvelle extension Chart sont disponibles ici . |
| Source : Energy Information Administration, |

Le graphique ci-dessus utilise les données de l'Energy Information Administration ; on y voit la croissance rapide de la consommation totale d'énergie primaire des États-Unis de 1960 à 1978 ; après le recul de 10,5 % en quatre ans lié au deuxième choc pétrolier, elle repart avec un rythme moins rapide jusqu'au record historique de consommation de 2007, suivi d'une baisse de 7,4 % en deux ans lors de la crise de 2008. On remarque aussi la très nette cassure dans la courbe de la production américaine en 1970, date à partir de laquelle le taux de croissance s'abaisse à 0,5 % l'an jusqu'en 2005 ; ensuite la croissance s'accélère sous l'effet du développement des gaz de schiste, permettant un rapide recul des importations, puis le passage à un solde net exportateur à partir de 2019.

## Énergies fossiles

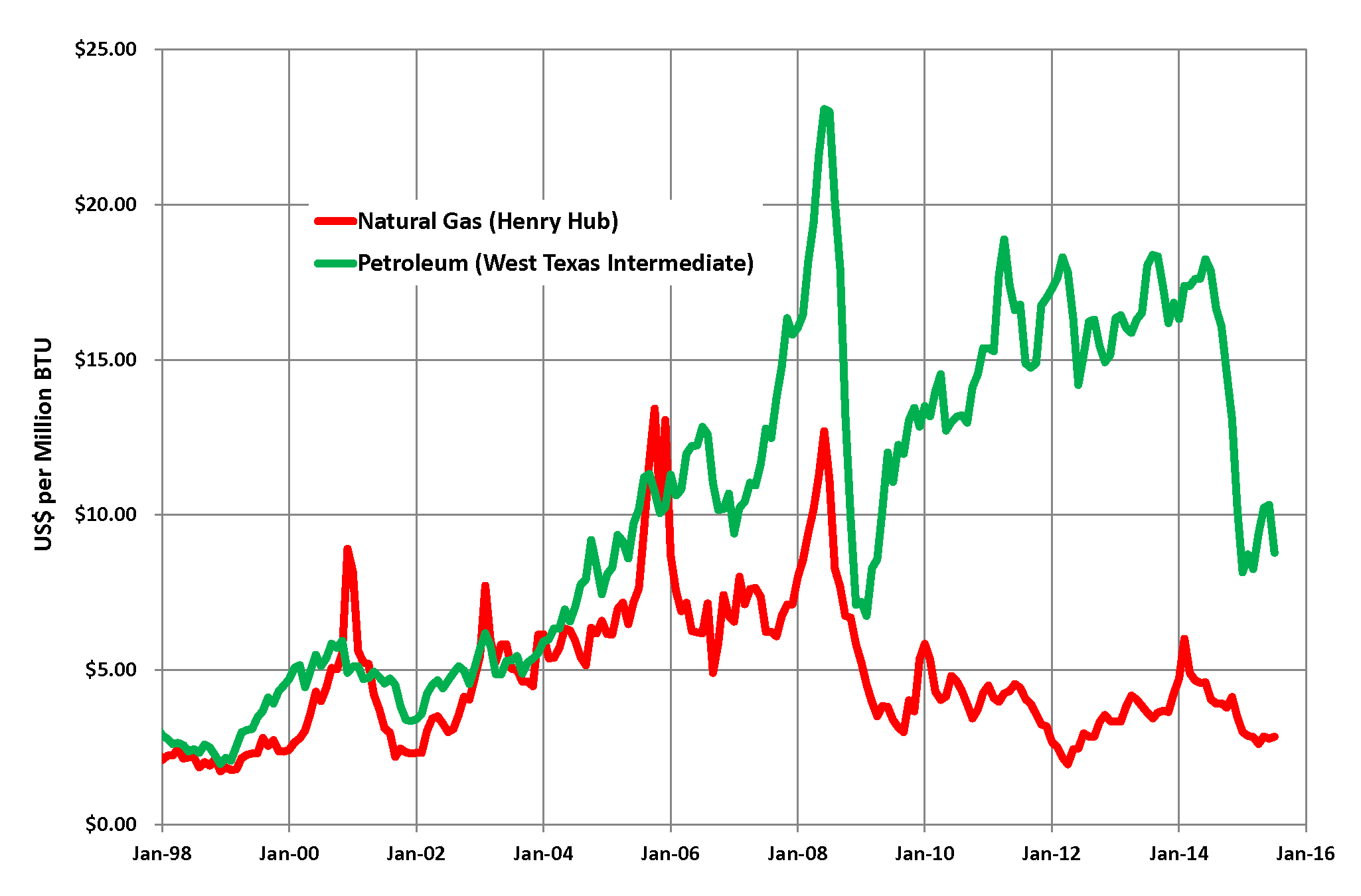
Prix du pétrole (WTI) et du gaz naturel (Henry hub) par MBTU de 1998 à 2015.
source données : EIA.

Les prévisions 2023 de l'EIA voient les États-Unis rester exportateurs nets de produits pétroliers et de gaz naturel jusqu'à 2050.
L'Energy Information Administration (EIA) annonce en février 2019 que les États-Unis vont devenir exportateurs nets de produits énergétiques dès 2020 : les exportations de pétrole, de gaz et de charbon combinées seront supérieures aux importations, pour la première fois depuis 1953. C'est seulement vers 2050 que les États-Unis redeviendraient importateurs nets de pétrole.
L'EIA prévoyait en 2017 que les États-Unis deviendront exportateur net de gaz naturel dès 2018 et exportateur net global d'énergie fossile en 2026 ; ces prévisions ne prennent pas en compte le plan offshore annoncé par le gouvernement en janvier 2018, car le potentiel des zones qu'il compte ouvrir à l'exploration est hautement incertain.
Selon une étude publiée en 2012 par Mark J. Perry, professeur d'économie à l'université du Michigan et membre du think tank « American Enterprise Institute », l'exploitation d'énergies fossiles des États-Unis a augmenté de 12 % entre 2005 et 2012. Les débats de la campagne présidentielle de la même année ont évoqué un retour à l'autosuffisance entre 2020 et 2030. La même année, l'Agence internationale de l'énergie estime que ce pays redeviendra le premier producteur mondial de pétrole et de gaz à la fin des années 2010. D'après les économistes de BP, les États-Unis produiront toute l'énergie qu'ils consommeront en 2035 et le gaz deviendra aux alentours de 2027 leur première source d'énergie au coude-à-coude avec le charbon.
Des groupes de pression tentent d'obtenir du gouvernement américain la levée de l'interdiction d'exportation du pétrole brut et du gaz naturel ; une dizaine de compagnies pétrolières américaines se sont regroupées pour exercer une action de lobbying revendiquant le droit d'exporter afin de diversifier leur clientèle et conquérir des marchés, grâce aux nouvelles ressources apportées par les pétroles et gaz de schiste, qui ont propulsé les États-Unis au 1er rang mondial des producteurs de pétrole et ramené à 33 % la part des importations dans la consommation de pétrole ; certains pays tels que la Corée du Sud et le Mexique sont également très demandeurs, ainsi que les pays européens désireux de réduire leur dépendance envers la Russie. L'interdiction d'exporter du pétrole avait été décidée dans le contexte des chocs pétroliers des années 1970 pour assurer la sécurité d'approvisionnement énergétique du pays ; les pétroliers voient dans l'ouverture aux exportations une opportunité d'investir plus dans l'exploration et la production de pétrole et de gaz, créer plus d'emplois, améliorer la balance commerciale et relancer l'économie.
Par contre, les raffineurs sont farouchement opposés à cette ouverture car ils exportent actuellement (mai 2014) plus de 3,8 millions de barils par jour de produits raffinés et craignent de perdre ce marché si le pétrole brut peut s'exporter vers les raffineries de pays concurrents. L'opinion publique est également hostile : un récent sondage de FTI Consulting a montré que 53 % des électeurs américains sont contre la levée de l'interdiction, craignant que cela entraine une hausse du prix de l'essence ; les écologistes sont également très opposés car cela entrainerait un accroissement de l'exploitation des gisements de pétrole et gaz de schiste, dont ils dénoncent les conséquences environnementales. Les autorités semblent céder peu à peu à la pression : deux compagnies pétrolières ont été autoriser à exporter des cargaisons d'un pétrole très léger vers la Corée du Sud sous prétexte qu'il était légèrement raffiné.

### Pétrole
L'Energy Information Administration fournit les chiffres clés du pétrole aux États-Unis pour 2022 :
- production de pétrole brut : 11,91 Mb/j (millions de barils par jour) en 2022, après un pic à 12,31 Mb/j en 2019 ; les États-Unis sont devenus le premier producteur mondial de pétrole brut en 2018 ; leur part dans la production mondiale est en 2022 de 14,7 %, devant l'Arabie saoudite (13,2 %), la Russie (12,7 %), le Canada (5,6 %) et l'Irak (5,5 %). Les principaux États producteurs de pétrole sont le Texas (5,06 Mb/j, soit 42,5 %), le Nouveau-Mexique (13,3 %) et le Dakota du Nord (8,9 %)[41] ;
- pétrole et autres hydrocarbures liquides[42] : production : 20,08 Mb/j en 2022, dont 5,93 Mb/j de liquides de gaz naturel et 1,20 Mb/j de biocarburants ; consommation : 20,01 Mb/j en 2022 (20,54 Mb/j en 2019) ; importations : 8,33 Mb/j ; exportations : 9,52 Mb/j ; solde exportateur : 1,19 Mb/j ; pour le pétrole brut seul, le solde reste importateur : importations 6,28 Mb/j, exportations 4,03 Mb/j ; principal fournisseur : Canada (4,36 Mb/j, dont 3,80 Mb/j de brut) ; importations de brut de l'OPEP : 0,98 Mb/j ;
- réserves prouvées fin 2021 : 41,15 Gbl (milliards de barils) ;
- nombre de raffineries : 129.

#### Réserves de pétrole
Les réserves prouvées de pétrole des États-Unis étaient estimées par l'Agence fédérale allemande pour les sciences de la terre et les matières premières (BGR) à 8 561 Mt (millions de tonnes) fin 2022, soit 3,4 % du total mondial, au 9e rang mondial, loin derrière le Venezuela (18,7 %), l'Arabie Saoudite (15,3 %), l'Iran (11,2 %) et le Canada (10,2 %) ; le pétrole de schiste en constitue 38 %. Elles représentaient 10,7 années de production au rythme de 2022 : 796,6 Mt. Elles ont fortement progressé : +104 % depuis 2010, grâce à l'incorporation des réserves de pétrole de schiste ainsi qu'à la progression de 26 % des réserves conventionnelles. Les ressources supplémentaires non encore prouvées étaient estimées à 117 768 Mt, dont 15 900 Mt de pétrole conventionnel, 10 600 Mt de pétrole de schiste, 89 981 Mt de schistes bitumineux et 1 237 Mt de sables bitumineux.
Selon l'U.S. Energy Information Administration, les réserves prouvées de pétrole ont progressé de 25,2 Gbl (milliards de barils) en 2010 à 47,17 Gbl en 2019, du fait de la prise en compte du pétrole de schiste ; elles sont retombées à 38,21 Gbl en 2020, puis sont remontées à 44,42 Gbl en 2021. . La baisse de 19 % en 2020 s'explique pour l'essentiel par des révisions de 9,6 Gbl dues à la baisse des prix pétroliers induite par les confinements décidés en réaction à la pandémie de Covid-19, alors que les découvertes atteignent 3,2 Gbl en 2020 et 6,3 Gbl en 2021. Ces réserves représentaient 10,8 fois la production de 2021. Les réserves de gaz de schiste s'élèvent à 24 Gbl, soit 54 % des réserves pétrolières.

#### Production de pétrole
Le graphique qui aurait dû être présenté ici ne peut pas être affiché car il utilise l'ancienne extension Graph, désactivée pour des questions de sécurité. Des indications pour créer un nouveau graphique avec la nouvelle extension Chart sont disponibles ici.

Production de pétrole des six principaux producteurs - Source : Energy Institute,

Production et importations de pétrole brut des États-Unis de 1910 à 2015 en millions de barils par jour.
source données : EIA (U.S. Energy Information Administration)

En 2024, selon l'Energy Institute, les États-Unis ont produit 858 Mt (millions de tonnes) de pétrole, soit 20,13 Mb/j (millions de barils par jour), en hausse de 3,4 % par rapport à 2023 et de 64 % depuis 2014. Ils se classent au 1er rang mondial avec 18,9 % de la production mondiale devant la Russie : 526 Mt (11,6 %) et l'Arabie Saoudite : 510 Mt (11,2 %).
En 2023, selon l'Energy Information Administration (EIA), la production pétrolière américaine a dépassé son record de production de fin 2019, à 13,25 millions de barils de brut par jour en octobre. La production annuelle s'est accrue de près d'un million de barils par jour en moyenne, portant la part de marché mondiale à 16 % contre 11 % en 2017.
La production de pétrole des États-Unis a atteint un maximum en 1971, puis a fortement décru ; le pays importait donc une part grandissante de ses approvisionnements : en 2009 il achetait 70 % de son pétrole à l'étranger. La dépendance énergétique du pays était donc forte, et expliquait selon certains analystes la présence militaire importante, à l'étranger, des États-Unis (guerre du Golfe).
Durant la période 1980-2010, les États-Unis ont dû importer pour un minimum, en 1983, de 1 843,7 Mbl de pétrole brut et produits pétroliers et un maximum, en 2005 de 5 005,5 Mb ; en 2022, ces importations sont tombées à 3 035,9 Mb.
L'importance du secteur automobile américain, lié au modèle urbain favorisant les banlieues (suburbs) et conurbations, est l'un des facteurs de l'importance du pétrole pour ce pays. L'Energy Independence and Security Act of 2007 (en), qui met entre autres l'accent sur les énergies renouvelables, tout comme une série de mesures visant à réduire la dépendance au pétrole, adoptées depuis le premier choc pétrolier, tels le Project Independence, visent à réduire cette dépendance énergétique.
En 2020, la chute des cours du brut causée par l'effondrement de la demande liée à la crise du Covid-19 a fait plonger la production de pétrole américaine de près de 13 millions de barils par jour en janvier à un peu plus de 10 millions de barils par jour en mai. Alors que les États-Unis étaient devenus exportateurs nets de pétrole en 2019, la tendance s'est inversée au printemps : les importations ont légèrement dépassé les exportations par voie maritime pendant deux mois consécutifs. La crise a particulièrement affaibli les sociétés pétrolières petites et moyennes , non cotées en Bourse,qui représentent une large majorité du secteur : 60 % des forages selon la banque américaine Citi, qui prévoit que la production des États-Unis ne retrouverait son niveau d'avant-crise qu'en 2025. Plus d'une trentaine de sociétés pétrolières américaines se sont placées sous la protection de la loi sur les faillites depuis janvier. Les majors du pétrole profitent de la crise pour racheter les actifs de concurrents en difficulté : Chevron annonce en juillet l'acquisition de Noble Energy pour 13 milliards de dollars.
Le 13 mars 2023, Joe Biden autorise le projet Willow de ConocoPhillips en Alaska, dont la production pourrait atteindre à son pic 180 000 bl/j, soit 1,5 % de la production américaine actuelle. Le projet, qui avait été initialement approuvé par l'administration Trump, avait été bloqué par la justice. Il a ensuite été réduit à trois zones, au lieu des cinq demandées par ConocoPhillips ; de nouvelles restrictions environnementales ont de plus été annoncées sur la Réserve nationale de pétrole (NPR-A) où se trouve le projet.

#### Importations et exportations de pétrole
Les États-Unis étaient en 2024 le 2e importateur mondial de pétrole brut : 329 Mt, soit 15,2 % des importations mondiales, derrière la Chine : 554,1 Mt (25,7 %), et en même temps le 4e exportateur mondial de brut avec 198,3 Mt (9,2 %), derrière l'Arabie saoudite : 320,6 Mt (14,9 %), la Russie : 243,1 Mt (11,3 %) et le Canada : 219,4 Mt (10,2 %). Au total, les États-Unis étaient donc importateur net de brut : 130,7 Mt (6,1 %). Ils étaient simultanément le 2e importateur mondial de produits pétroliers : 88,3 Mt, soit 7 % des importations mondiales, derrière la Chine : 110,5 Mt (8,8 %) et le 1er exportateur mondial de produits pétroliers : 283,3 Mt, soit 22,5 % des exportations mondiales ; ils étaient donc exportateur net de produits pétroliers : 195 Mt (15,5 %). Au total, ils étaient exportateur net de pétrole (brut + produits pétroliers) à hauteur de 64,3 Mt. En 2024, les importations ont reculé de 1,5 % et les exportations ont augmenté de 6,3 % ; depuis 2014, les importations ont reculé de 8,8 % et les exportations ont progressé de 145 %.
Les importations de brut de 2024 provenaient surtout du Canada : 203,1 Mt (61,7 %), d'Amérique latine : 76,8 Mt (23,3 %), du Moyen-Orient : 26,5 Mt (8,1 %) et d'Afrique : 17 Mt (5,2 %) ; les exportations de brut se destinaient pour 95,8 Mt à l'Europe (48,3 %), 17,7 Mt au Canada (8,9 %), et 72,1 Mt (36,4 %) à l'Asie (dont 9,6 Mt pour la Chine, 7,9 Mt pour l'Inde et 11,3 Mt pour Singapour). Les importations de produits pétroliers provenaient surtout du Canada (31,4 %), d'Europe (20,4 %), d'Amérique latine (17,9 %), d'Asie (15,5 %) et du Moyen-Orient (10,4 %) ; les exportations vont surtout vers l'Amérique centrale et du sud (27,4 %), le Mexique (19,8 %), l'Asie (22,2 %), l'Europe (18,3 %) et le Canada (6,4 %).
En 2023, les exportations de pétrole brut et produits pétroliers ont atteint 10,09 Mbl/j et les importations 8,52 Mbl/j ; le solde net est donc exportateur de 1,57 Mbl/j, alors qu'à son pic en 2005 il était importateur de 12,55 Mbl/j. Les principales destinations des exportations de pétrole (brut + produits pétroliers) américain en 2022 (9,52 Mbl/j) sont le Mexique (12,1 %), le Canada (8,9 %), la Chine (6,7 %), la Corée du sud (5,8 %), les Pays-Bas (5,6 %) et le Japon (5,3 %). Les exportations de pétrole brut en 2022 s'élevaient à 3,58 Mbl/j, dont 10,3 % vers la Corée du sud, 10,0 % vers les Pays-Bas, 9,3 % vers le Canada, 9,3 % vers le Royaume-Uni, 8,7 % vers Singapour, 8,7 % vers l'Inde, 6,1 % vers la Chine, etc.
Les importations de pétrole brut n'ont cessé d'augmenter jusqu'à 10,12 Mbl/j en 2006 (sauf de 1977 à 1982, lors du deuxième choc pétrolier de 1978-1981) ; ensuite, la crise et la remontée de la production nationale ont permis un net recul des importations nettes, tombées à 6,28 Mbl/j en 2022.
| Provenance                                 | 1970  | 1980  | 1990  | 2000   | 2010   | 2015  | 2020  | 2021  | 2022  | % 2022 |
| Brésil                                     | -     | 3     | -     | 51     | 272    | 214   | 126   | 143   | 194   | 2,3 %  |
| Canada                                     | 766   | 455   | 934   | 2      | 2 535  | 3 754 | 4 125 | 4 340 | 4 354 | 52,3 % |
| Colombie                                   | 46    | 4     | 182   | 342    | 365    | 392   | 284   | 203   | 242   | 2,9 %  |
| Équateur                                   | -     | 27    | 49    | -      | 212    | 230   | 186   | 168   | 169   | 2,0 %  |
| Mexique                                    | 42    | 533   | 755   | 1 373  | 1 284  | 758   | 751   | 711   | 807   | 9,7 %  |
| Russie                                     | 3     | -     | 45    | 72     | 612    | 354   | 540   | 673   | 147   | 1,8 %  |
| Royaume-Uni                                | 11    | 176   | 189   | 366    | 256    | 121   | 85    | 104   | 106   | 1,3 %  |
| ss-total pays non-OPEP                     | 2 126 | 2 609 | 3 721 | 6 257  | 6 887  | 6 501 | 6 977 | 7 514 | 7 065 | 84,9 % |
| Algérie                                    | 8     | 488   | 280   | 225    | 510    | 108   | 15    | 40    | 59    | 0,7 %  |
| Angola                                     | -     | -     | -     | -      | 393    | 136   | 31    | 36    | 47    | 0,6 %  |
| Irak                                       | -     | 28    | 518   | 620    | 415    | 229   | 176   | 157   | 311   | 3,7 %  |
| Koweït                                     | 48    | 27    | 86    | 272    | 197    | 206   | 28    | 33    | 42    | 0,5 %  |
| Libye                                      | 47    | 554   | -     | -      | 70     | 7     | 9     | 91    | 79    | 0,9 %  |
| Nigeria                                    | -     | 857   | 800   | 896    | 1 023  | 83    | 75    | 125   | 105   | 1,3 %  |
| Arabie saoudite                            | 30    | 1 261 | 1 339 | 1 572  | 1 096  | 1 058 | 522   | 430   | 558   | 6,7 %  |
| Venezuela                                  | 989   | 481   | 1 025 | 1 546  | 988    | 830   | -     | -     | -     | 0 %    |
| ss-total OPEP                              | 1 293 | 4 300 | 4 296 | 5 203  | 4 906  | 2 899 | 886   | 959   | 1 253 | 15,1 % |
| Total importations                         | 3 419 | 6 909 | 8 018 | 11 459 | 11 793 | 9 401 | 7 863 | 8 474 | 8 318 | 100 %  |
| Source : Energy Information Administration |       |       |       |        |        |       |       |       |       |        |

Tracé de l'oléoduc Keystone en 2014 et doublement prévu, dit phase IV, tracé en vert.

Alors que l'exportation de pétrole brut était interdite depuis quarante ans, le gouvernement a autorisé en juin 2014 deux sociétés, Pioneer Natural Resources et Enterprise Products Partners, à exporter du condensat ultraléger, et le Bureau de l'industrie et de la sécurité (BIS) du département du Commerce, qui réglemente les conditions d'exportation des produits américains, a publié début janvier 2015 un guide de six questions-réponses dans lequel il indique que le condensat - un pétrole ultraléger obtenu à partir de tours à distillation - pourra être exporté. Selon la banque Citigroup, les exportations de condensats américains pourraient ainsi passer de 200 000 à 1 million de barils par jour d'ici à la fin 2016.
L'oléoduc Keystone est un oléoduc de TransCanada long de 3 461 km entre le Canada et les États-Unis. Partant de la région des sables bitumineux de l'Athabasca, dans le Nord-Est de la province canadienne de l'Alberta, il dessert plusieurs destinations aux États-Unis, dont des raffineries du sud de l'Illinois (Wood River et Patoka) et de Cushing en Oklahoma. Une branche rejoint la côte texane du golfe du Mexique. Il transporte des  hydrocarbures synthétiques et du bitume dilué depuis les sables bitumineux de l'Alberta mais également du pétrole brut du bassin de Willinston du Montana et du Dakota du Nord. Trois phases de ce pipeline sont opérationnelles en 2014 et une quatrième, contestée, est en projet depuis 2008 et attend l'accord du président américain ; ce projet, connu sous le nom de Keystone XL, consiste en un doublement d'une partie du pipeline sur environ 1 900 km, ajoutant une capacité de transport de 830 000 barils par jour à la capacité existante de 590 000 bbl/j ; il est soutenu, aux États-Unis, par le Parti républicain, tandis que les associations environnementales canadiennes et américaines s'y opposent vivement. La Chambre des représentants a voté le 14 novembre 2014 le feu vert au projet de construction controversée de l'oléoduc Keystone XL mais le président Barack Obama annonce le 6 novembre 2015 le rejet définitif du projet Keystone XL. TransCanada, qui a déjà dépensé 2,5 milliards de dollars pour ce projet, compte présenter une nouvelle demande de permis et a bon espoir de la faire accepter, dans l'hypothèse où les républicains gagnent l'élection présidentielle américaine de 2016.

#### Consommation de pétrole
En 2024, les États-Unis ont consommé 18,99 Mb/j (millions de barils par jour), soit 35,8 EJ, en baisse de 0,5 % en 2024, mais en hausse de 2,6 % depuis 2014. Ils se classent au 1er rang mondial : 18,0 % de la consommation mondiale, devant la Chine (16,5 %) ; leur consommation dépasse de 63 % celle de l'Union européenne (11,0 % du total mondial). Leur production couvre 106 % de leur consommation.

#### Pétrole de schiste

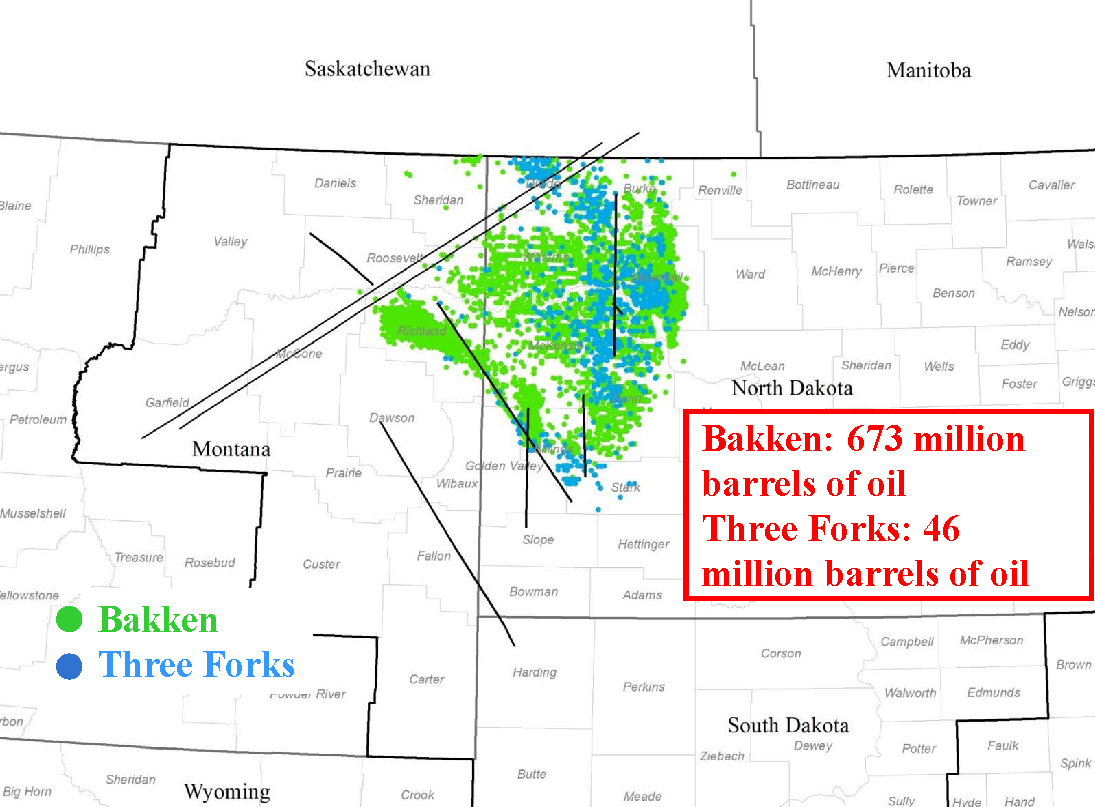
Carte des puits de pétrole des formations de Bakken et Three Forks (Dakota du Nord) en 2013.

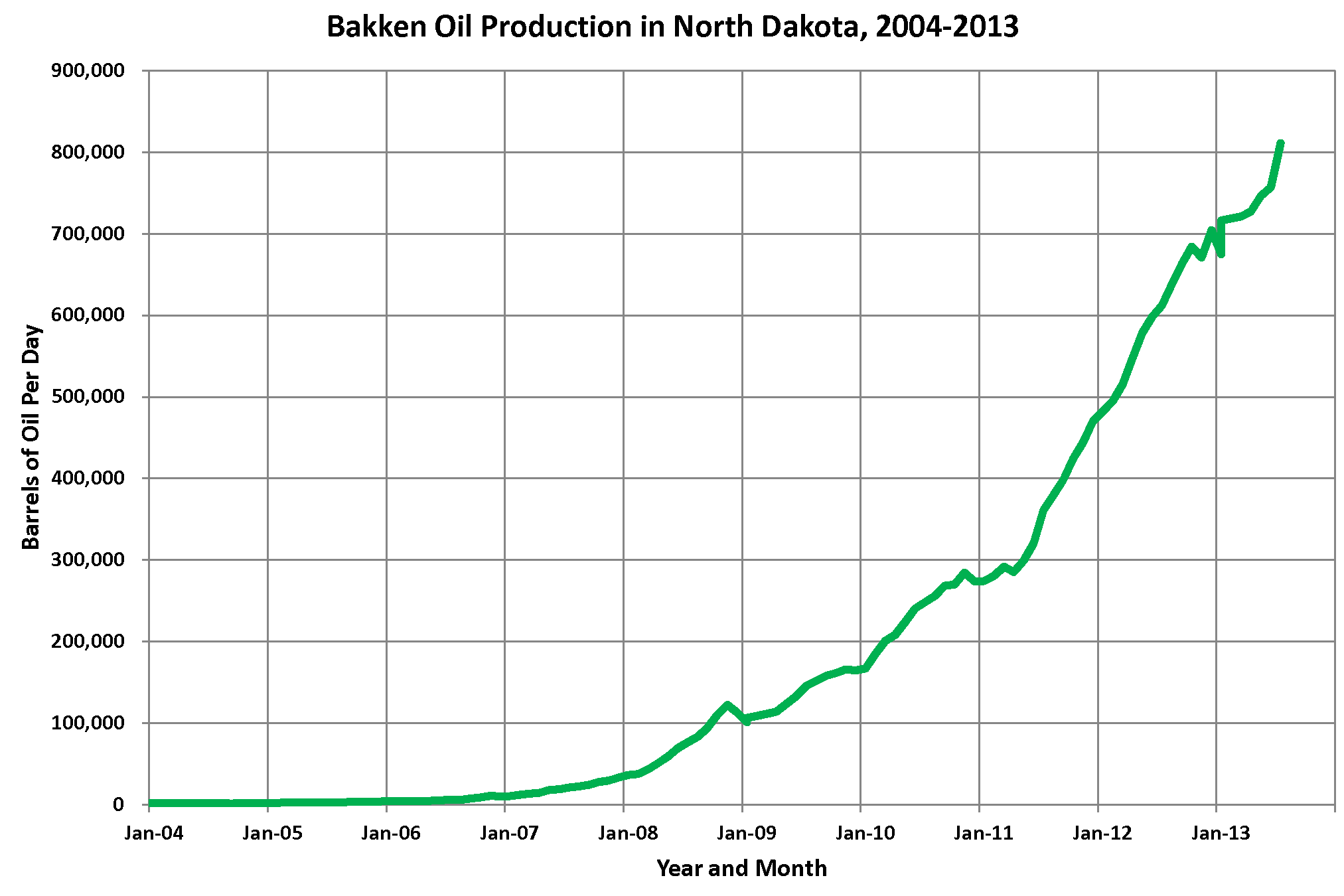
Production de pétrole de la formation de Bakken-Three Forks, en barils par jour.

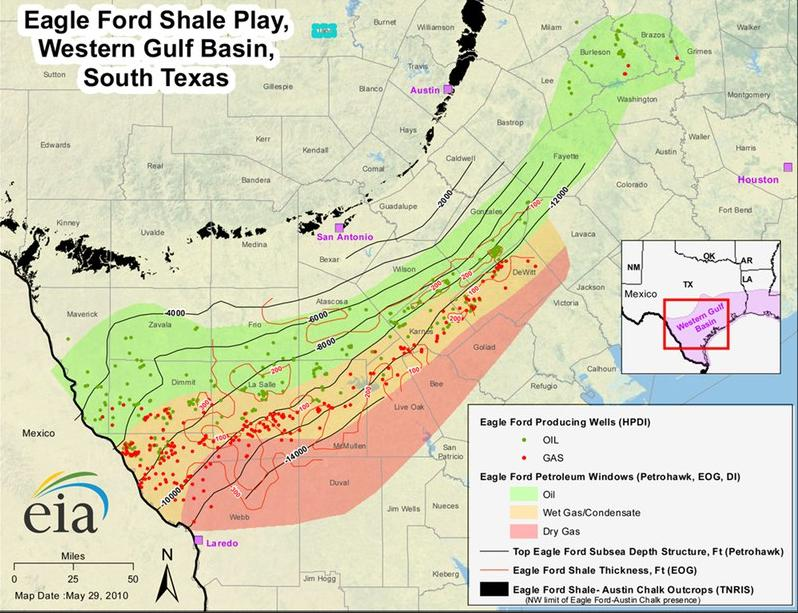
Carte des puits de pétrole (en vert) et gaz (en rouge) des formations de Eagle Ford (Texas) en 2010.

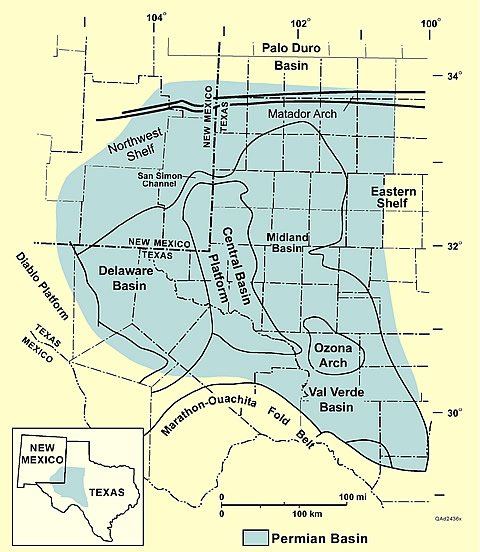
Carte du Bassin du Permien (Texas et Nouveau-Mexique), principale zone de production de pétrole de schiste aux États-Unis.

Les réserves de pétrole de schiste des États-Unis s'élèvent à 24 Gbl, soit 54 % des réserves pétrolières totales du pays, dont 14,8 Gbl dans le bassin permien, 4,4 Gbl dans le bassin de Williston (Bakken/Three Forks) et 3,6 Gbl dans le bassin de Western Gulf (Eagle Ford).
La production de pétrole de schiste des États-Unis a fortement progressé à partir de 2007, passant d'un niveau moyen de 0,4 Mbl/j au début des années 2000 à 8,34 Mbl/j en novembre 2019. Après une chute pendant la pandémie de Covid-19 à 6,19 Mbl/j en mai 2020, elle a progressivement remonté à 8 Mbl/j au dernier trimestre 2022. Le bassin permien représente en janvier 60 % de la production (Wolfcamp : 32,4 %, Spraberry :18,9 %, Bonespring : 8,5 %), le gisement texan d'Eagle Ford 12,5 % et le gisement de Bakken 13,1 %.
L'Agence internationale de l'énergie prévoit en 2019 que la production devrait augmenter de plus de 50 % d'ici à 2024. Selon les prévisions du cabinet Rystad, le schiste représentera 70 % du brut américain en 2024 contre 57 % en 2018, permettant aux États-Unis de dépasser la production combinée de la Russie et de l'Arabie saoudite au milieu de la décennie 2020. L'entrée de Warren Buffett au capital d'Occidental Petroleum montre que le schiste aux États-Unis est devenu un investissement rentable pour les grands groupes, restés longtemps réticents à cause de la courte durée de vie des forages du schiste. Le secteur est mûr pour la consolidation, alors qu'on dénombre quelque 200 opérateurs ayant creusé des puits en 2018.
La baisse des cours du pétrole au deuxième semestre 2014 a entraîné une baisse des investissements, mais la baisse de production prévue est faible : jusqu’ici, les producteurs ont foré des puits un peu partout, car le niveau des prix leur garantissait une rentabilité ; dans certaines zones, le prix de revient s’élève à 70 dollars le baril ; avec la baisse des cours, les producteurs ont dû se concentrer sur les zones les plus rentables, dans les bassins du Bakken, d’Eagle Ford ou de Permian, où le prix de revient est déjà sous les 50 dollars.
Les pétroliers qui au début 2015 étaient persuadés de pouvoir maintenir le même niveau de production à moindres coûts reconnaissaient, en septembre 2015, s’être lourdement trompés. Certains producteurs sont restés tout à fait rentables, mais, selon Moody’s, la moitié des producteurs américains de pétrole affichent des coûts d’exploitation par baril supérieurs à 51 dollars ; avec un baril à 45 dollars, plus de la moitié d’entre eux sont donc non rentables aujourd’hui. Chevron licencie un millier de personnes à Houston, et au total, plus de 70 000 postes ont été supprimés dans le secteur de l’énergie aux États-Unis depuis janvier 2015. Une quinzaine de pétroliers indépendants ont déjà fait faillite (Samson Resources, Dune Energy, Quicksilver, Saratoga, etc). La production a commencé à ralentir en juin (–3 % par rapport à avril).
L'effondrement des prix du pétrole, divisés par trois en moins de deux ans, a provoqué l'une des crises les plus violentes que l'industrie ait connue. Entraînant des dizaines de milliers de suppressions de postes et des faillites en série, elle a fait disparaître plus d'une centaine de producteurs nord-américains, et contraint les autres à réduire leur production. Les plus solides ont dû serrer les coûts, négocier avec les banques, et mettre des puits en sommeil. Grâce aux progrès technologiques, les coûts de forage ont été diminués de 30 à 40 %. La remontée des prix fin 2016 permet à une partie de l'industrie de relancer la production ; s'ils atteignent les 60 dollars, la production de pétrole de schiste, d'environ 4,5 millions de barils par jour fin 2016, pourrait bondir de 500 000 barils par jour selon JP Morgan.
En septembre 2021, Shell vend à ConocoPhillips ses actifs dans le Bassin permien, la première région productrice de pétrole et de gaz de schiste. Les réserves de Shell représentaient 10 % du total de celles du bassin permien, au deuxième rang derrière Chevron (15 %). Comme ses concurrents européens BP et TotalEnergies , Shell cherche à réduire son exposition au pétrole, au bénéfice du gaz et des énergies renouvelables. Cette cession réduira la production de Shell de 7 %, fera monter la part du gaz naturel dans le portefeuille du groupe de 45 % à 47 % et réduira ses émissions de gaz à effet de serre de 2 %.

### Gaz naturel

#### Réserves de gaz naturel
Les réserves prouvées de gaz naturel des États-Unis étaient estimées par BGR à 16 394 Gm3 (milliards de m³) fin 2022. Ces réserves classaient les États-Unis au 4e rang mondial avec 7,8 % du total mondial, contre 22,7 % pour la Russie, no 1 mondial, 16,1 % pour l'Iran et 11,3 % pour le Qatar. Les gaz de schiste constituaient 68 % de ces réserves. Elles ont fortement progressé : +112 % depuis 2010, grâce à la forte croissance des réserves de gaz de schiste : +549 %, alors que les réserves conventionnelles reculent de 4 %. Elles représentent 16,2 années de production au rythme de 2022 : 1 014,9 Gm3.  Les ressources supplémentaires, non encore prouvées, sont estimées à 108 577 Gm3, dont 60 322 Gm3 de gaz de schiste, 11 815 Gm3 de gaz de réservoir compact et 4 470 Gm3 de gaz de couche.

#### Production de gaz naturel

Production, importations et consommation de gaz naturel des États-Unis, 1970 - 2016, en milliards de m.
données : BP statistical report 2016.

En 2024, les États-Unis ont produit 1 033 Gm3 (milliards de m³) de gaz naturel, soit 37,19 EJ (exajoules), comme en 2023, en hausse de 47 % depuis 2014. Ils se classent au 1er rang mondial : 25,0 % de la production mondiale, devant la Russie (15,3 %).
La production de gaz naturel s'est élevée en 2023 à 37,88 TcF (trillions de pieds cubes). Le gaz de schiste représentait 74 % de l'extraction brute en 2022. La production avait connu un pic en 1973 à 21,7 TcF, puis a chuté jusqu'à 16,06 TcF en 1986, et le pays a importé une partie de plus en plus importante de son gaz jusqu'à la fin des années 2000 qui a vu la tendance se renverser avec l'exploitation du gaz de schiste : la production est passée de 18,05 TcF en 2005 à 27,07 TcF en 2015.
En 2022, la production de gaz naturel des États-Unis s'est élevée à 36,35 TcF, la consommation à 32,26 TcF et les exportations nettes ont atteint 3,88 TcF. Les plus grands États producteurs en 2022 étaient le Texas (24,6 %), la Pennsylvanie (21,8 %), la Louisiane (9,9 %), la Virginie-Occidentale (7,4 %) et l'Oklahoma (6,7 %). Le gaz de schiste et le gaz de réservoir compact représentent 87 % de la production en 2022, et la production en mer 3 %.

#### Importations et exportations de gaz naturel
En 2024, les importations de gaz naturel des États-Unis ont atteint 88,1 Gm3, loin derrière l'Europe (239,7 Gm3) et la Chine (176,5 Gm3), dont 87,7 Gm3 par gazoducs (Canada) et 0,5 Gm3 par voie maritime, sous forme de GNL. Les exportations ont atteint 206,2 Gm3, au 1er rang mondial devant la Russie (152,5 Gm3), dont 91 Gm3 par gazoducs et 115,2 Gm3 par voie maritime. Le solde est exportateur (depuis 2017) : 118,1 Gm3 en 2024, contre un solde importateur de 32,7 Gm3 en 2014. En dix ans (2014-2024), les importations ont progressé de 20 % et les exportations de 405 % (gazoducs : +125 %, GNL : x288). Les exportations par gazoducs sont destinées au Mexique : 63,9 Gm3 et au Canada : 27,2 Gm3) et celles de GNL à l'Europe 60,7 Gm3 (52,7 %), dont France : 9,5 Gm3, Royaume-Uni : 6,8 Gm3, Espagne : 5,1 Gm3, Italie : 5,0 Gm3, Turquie : 4,9 Gm3, à l'Asie 38,7 Gm3 (33,6 %), à l'Amérique latine 10,1 Gm3.
Le moratoire imposé par l'administration Biden n'aura duré qu'un an : l'arrivée au pouvoir de Donald Trump relance les projets. Plaquemines LNG (10 Mt/an, puis 20 Mt/an à terme) est le premier de ces nouveaux grands projets à être mis en service : exploité par Venture Global, il a produit ses premiers mètres cubes de GNL dans les derniers jours de 2024. Ensuite viendront Rio Grande LNG (27 Mt/an), Golden Pass (18 Mt/an), l'extension de Corpus Christi LNG (10 Mt/an), Commonwealth LNG (9,5 Mt/an).
Le 26 janvier 2024, l'administration américaine annonce une « pause » dans ses autorisations de nouveaux projets de terminaux de liquéfaction de gaz. Quatre projets déjà approuvés par la FERC, le régulateur du secteur, mais pas encore par le département de l'Énergie, pourraient être affectés par cette pause. Les objectifs de cette décision sont multiples : rappeler les engagements climatiques de Joe Biden, mais aussi assurer que les consommateurs américains accèdent au gaz au meilleur prix, et maintenir des prix suffisamment élevés à l'exportation. Les exportations vers l'Union européenne sont passées de 22 Gm3 en 2021 à 56 Gm3 en 2022 et 65 Gm3 en 2023.
Cheniere assure en 2023 la moitié des exportations américaines de GNL, soit environ 45 Mt par an, et a signé plusieurs contrats de long terme qui assurent quasiment le financement de ses multiples nouveaux projets, à Corpus Christi (Texas) et Sabine Pass (Louisiane), d'une capacité de 55 Mt supplémentaires. Avant la guerre en Ukraine, Cheniere expédiait plus de la moitié de ses cargos vers l'Asie. Aujourd'hui, 77 % de son gaz sont livrés en Europe.
À la suite de l'Invasion de l'Ukraine par la Russie en 2022, les importations de GNL américain en Europe et au Royaume-Uni ont bondi de 63 % au premier semestre 2022 ; les installations américaines ont tourné à 87 % de leurs capacités. Trois grands projets en construction sur la côte du golfe du Mexique devraient augmenter les capacités d'exportation américaines de plus de 50 % d'ici à 2027. Selon l'Agence américaine d'information sur l'énergie, les trois seuls projets en construction de Golden Pass et de Corpus Christi Stage III au Texas, et de Plaquemines en Louisiane devraient faire passer les exportations américaines de GNL de 314 Mm3 par jour à 481 Mm3 par jour. S&P prévoit même que ces exportations soient doublées, à 623 Mm3, compte tenu des projets sur la côte Atlantique (Maryland, Delaware et Pennsylvanie).
En 2017, les exportations de gaz naturel de États-Unis ont surpassé leurs importations pour la première fois depuis 1957, grâce au boom du gaz de schiste ; les volumes de gaz extraits dans le Appalaches ont triplé en cinq ans ; les exportations vers le Mexique par gazoduc ont plus que doublé depuis 2014, et les exportations de gaz naturel liquéfié (GNL) se développent vers l'Asie et l'Europe.
Les États-Unis sont devenus importateurs nets de gaz naturel en 1958 ; les importations ont culminé en 2007 à 4,6 Tcf (trillions de pieds cubes), alors que les exportations avaient commencé à prendre de l'ampleur depuis 2000 ; elles ont dépassé les importations en 2017, puis ont continué à croître pour atteindre 6,90 Tcf contre 3,02 Tcf d'importations en 2022, soit un solde exportateur de 3,88 Tcf. Les importations se font surtout en hiver, pour le chauffage ; 99 % viennent du Canada par gazoducs et 1 % par méthaniers, à 99 % de Trinité-et-Tobago ; jusqu'en 2000, les exportations se faisaient surtout par gazoducs, vers le Canada et le Mexique ; le rapide développement de la production de gaz naturel et du réseau intérieur de gazoducs, surtout dans le bassin permien au Texas, permettant un accroissement de la capture du gaz associé au pétrole de schiste, a fait baisser les prix, améliorant sa compétitivité sur les marchés internationaux. En 2022, les États-Unis ont exporté du gaz vers 46 pays, dont 44 % par gazoducs (68 % vers le Mexique, 32 % vers le Canada), le reste par méthaniers sous forme de gaz naturel liquéfié (GNL) ; les exportations de GNL se développent rapidement depuis 2015, dépassant en 2021 pour la première fois les exportations par gazoducs.
| Provenance                                 | 1973  | 1980 | 1990  | 2000  | 2010  | 2015  | 2019  | 2020  | 2021  | 2022  | 2023  | % 2023 |
| Canada                                     | 1 028 | 797  | 1 448 | 3 544 | 3 280 | 2 625 | 2 687 | 2 500 | 2 784 | 2 998 | 2 913 | 99,5 % |
| Mexique                                    | 2     | 102  | -     | 12    | 30    | 0,9   | 1,9   | 1,7   | 1,7   | 1,1   | 1,0   | 0,03 % |
| ss-total import. oléoducs                  | 1 030 | 899  | 1 448 | 3 556 | 3 310 | 2 626 | 2 688 | 2 502 | 2 786 | 2 999 | 2 914 | 99,5 % |
| Algérie                                    | 3     | 86   | 84    | 47    |       |       |       |       |       |       |       |        |
| Égypte                                     |       |      |       |       | 115   |       |       |       |       |       |       |        |
| Canada                                     |       |      |       |       |       | 0,4   | 0,2   | 0,04  | 0,2   | 0,1   | 2     | 0,07 % |
| France                                     |       |      |       |       |       |       | 2,8   | 2,7   |       |       |       |        |
| Nigeria                                    |       |      |       | 13    | 42    |       | 3,2   | 6,9   |       |       |       |        |
| Norvège                                    |       |      |       |       | 26    | 12    |       | 3,0   |       |       |       |        |
| Qatar                                      |       |      |       | 46    | 46    |       |       |       |       |       |       |        |
| Trinité-et-Tobago                          |       |      |       | 99    | 190   | 71    | 47    | 39    | 21    | 24    | 12    | 0,4 %  |
| Yémen                                      |       |      |       |       | 39    | 7     |       |       |       |       |       |        |
| ss-total import. GNL                       | 3     | 86   | 84    | 226   | 431   | 92    | 53    | 49    | 22    | 24    | 15    | 0,5 %  |
| Total importations                         | 1 033 | 985  | 1 532 | 3 782 | 3 741 | 2 718 | 2 742 | 2 551 | 2 808 | 3 024 | 2 929 | 100 %  |
| Source : Energy Information Administration |       |      |       |       |       |       |       |       |       |       |       |        |

Les principaux points d'entrée des importations de gaz canadien par gazoducs sont en 2022 :
- Eastport, Idaho (en) : 29,9 % ;
- Sherwood (Dakota du Nord) : 16,2 % ;
- Noyes, Minnesota (en) : 15,1 % ;
- Sumas (Washington) : 13,9 % ;
- Port of Morgan, Montana : 8,7 % ;
- Waddington (New York) : 6,0 %.

La majeure partie de ces importations provient des champs gaziers de l'Alberta.
| Provenance                                 | 1973 | 1980 | 1990 | 2000 | 2010  | 2015  | 2019  | 2020  | 2021  | 2022  | 2023  | % 2023 |
| Canada                                     | 15   | 0,1  | 17   | 73   | 739   | 701   | 973   | 904   | 937   | 960   | 1 026 | 13,5 % |
| Mexique                                    | 14   | 4    | 16   | 105  | 333   | 1 054 | 1 865 | 1 991 | 2 154 | 2 079 | 2 242 | 29,5 % |
| ss-total export. gazoducs                  | 29   | 4    | 33   | 178  | 1 072 | 1 755 | 2 838 | 2 894 | 3 092 | 3 038 | 3 268 | 42,9 % |
| Pays-Bas                                   |      |      |      |      |       |       | 81    | 86    | 174   | 378   | 589   | 7,7 %  |
| France                                     |      |      |      |      |       |       | 118   | 90    | 171   | 571   | 493   | 6,5 %  |
| Royaume-Uni                                |      |      |      |      | 10    |       | 118   | 160   | 195   | 464   | 451   | 5,9 %  |
| Japon                                      | 48   | 45   | 53   | 66   | 33    | 8     | 201   | 288   | 355   | 209   | 310   | 4,1 %  |
| Corée du Sud                               |      |      |      |      | 12    |       | 270   | 316   | 453   | 293   | 276   | 3,6 %  |
| Espagne                                    |      |      |      |      | 4     |       | 167   | 200   | 215   | 427   | 269   | 3,5 %  |
| Allemagne                                  |      |      |      |      |       |       |       |       |       | 7     | 205   | 2,7 %  |
| Italie                                     |      |      |      |      |       |       | 69    | 68    | 34    | 116   | 198   | 2,6 %  |
| Chine                                      |      |      |      |      |       |       | 7     | 214   | 453   | 97    | 173   | 2,3 %  |
| Inde                                       |      |      |      |      | 3     |       | 91    | 124   | 196   | 123   | 164   | 2,2 %  |
| Turquie                                    |      |      |      |      |       |       | 31    | 124   | 189   | 192   | 156   | 2,0 %  |
| Pologne                                    |      |      |      |      |       |       | 38    | 37    | 56    | 127   | 140   | 1,8 %  |
| Taïwan                                     |      |      |      |      |       |       | 27    | 64    | 99    | 107   | 104   | 1,4 %  |
| Belgique                                   |      |      |      |      |       |       | 24    | 32    | 6     | 80    | 97    | 1,3 %  |
| Argentine                                  |      |      |      |      |       |       |       | 39    | 83    | 70    | 77    | 1,0 %  |
| République dominicaine                     |      |      |      |      |       |       | 10    | 26    | 53    | 51    | 74    | 1,0 %  |
| Portugal                                   |      |      |      |      |       |       | 53    | 37    | 66    | 70    | 73    | 1,0 %  |
| Croatie                                    |      |      |      |      |       |       |       | 3     | 36    | 77    | 55    | 0,7 %  |
| Lituanie                                   |      |      |      |      |       |       | 3     | 29    | 31    | 77    | 55    | 0,7 %  |
| Brésil                                     |      |      |      |      | 3     | 5,5   | 54    | 112   | 308   | 72    | 39    | 0,5 %  |
| Grèce                                      |      |      |      |      |       |       | 15    | 48    | 40    | 69    | 39    | 0,5 %  |
| ss-total export. GNL                       | 48   | 45   | 53   | 66   | 65    | 28    | 1 820 | 2 390 | 3 561 | 3 866 | 4 343 | 57,1 % |
| Total exportations                         | 77   | 49   | 86   | 244  | 1 137 | 1 784 | 4 658 | 5 285 | 6 653 | 6 904 | 7 611 | 100 %  |
| Source : Energy Information Administration |      |      |      |      |       |       |       |       |       |       |       |        |

Les principaux points de sortie des exportations de gaz par gazoducs vers le Canada et le Mexique sont en 2022 :
- St. Clair (Michigan) : 18,5 % ;
- Rio Grande City (Texas) : 18,1 % ;
- Brownsville (Texas) : 10,9 % ;
- Presidio (Texas) : 7,5 % ;
- Niagara Falls (New York) : 5,8 % ;
- San Elizario (Texas) : 5,5 % ;
- Roma (Texas) : 4,5 % ;
- Ogilby (Californie) : 4,0 %.

Les États-Unis importent du gaz canadien dans leur partie ouest et exportent leur gaz vers la partie est du Canada ; vers le Mexique, ils exportent surtout à l'est (Texas) et une part minoritaire à l'Ouest (Californie et Arizona).
En 2010, les États-Unis (hors Alaska) sont redevenus, pour la première fois depuis la seconde moitié du XXe siècle, exportateur de gaz.
Le président Obama s'est déclaré prêt à faciliter le développement de livraisons de gaz américain afin de casser la domination du fournisseur russe ; Gazprom a vendu 133 milliards de mètres cubes de gaz en 2013 à l'UE, soit 25 % de sa consommation ; l'Allemagne en absorbe près du tiers. Mais ses déclarations ont été ambiguës : il a incité les Européens à chercher d'abord à diversifier leurs ressources, et a cherché à utiliser ce sujet pour pousser les Européens à accélérer les négociations sur l'accord commercial entre l'Europe et les États-Unis (TTIP) qui devrait faciliter ces exportations de gaz. De plus, cet appoint américain ne pourrait être que limité, étant donné que malgré le boom du gaz de schiste, les États-Unis sont encore importateurs nets de 16 % de leur consommation de gaz en 2012 et, selon les projections en 2014 de l'EIA, le seront encore de 4 % en 2040.
Le terminal GNL de Sabine Pass, initialement destiné à l'importation lors de son inauguration en 2008, a été transformé en terminal exportateur ; son propriétaire, la compagnie Cheniere, a financé cette transformation en signant des accords à long terme de réservation de capacité avec les grands groupes gaziers : Total versera plus de 300 millions de dollars par an à Cheniere pendant vingt ans, en contrepartie du droit de lui acheter 3 milliards de mètres cubes de gaz chaque année. Cheniere aura la capacité d'exporter jusqu'à 6 % de la production américaine de gaz. Une demi-douzaine de projets ont déjà reçu l'approbation des pouvoirs publics, tels ceux de Dominion, sur la côte Est du pays (Virginie) et de Golden Pass au Texas (ExxonMobil et Qatar Petroleum).
Le terminal de Cheniere à Sabine Pass a commencé son premier chargement de méthanier en janvier 2015. La mise en service du terminal n’intervient pas au meilleur moment : très dépendant du cours du pétrole, le prix du gaz a lourdement chuté en 2015 : pour un volume de 1 million de BTU, le gaz américain se paie 7,50 dollars (coûts de transports et de liquéfaction/regazéification compris) au début 2016 alors que celui produit en Europe se vend 5,20 dollars. Cheniere a cependant négocié des contrats d’exportation pour les vingt prochaines années, qui lui assurent un forfait minimum de revenus garantis, quelles que soient les fluctuations du marché mondial.

#### Consommation de gaz
En 2024, les États-Unis ont consommé 902,2 Gm3 de gaz naturel, soit 32,5 EJ (exajoules), en hausse de 1,3 % en 2024 et de 25 % depuis 2014. Ils se classent au 1er rang mondial avec 21,9 % de la consommation mondiale, devant la Russie (11,6 %) et la Chine (10,6 %). Ils consomment 87,3 % de leur production.

#### Réseaux de transport et distribution de gaz

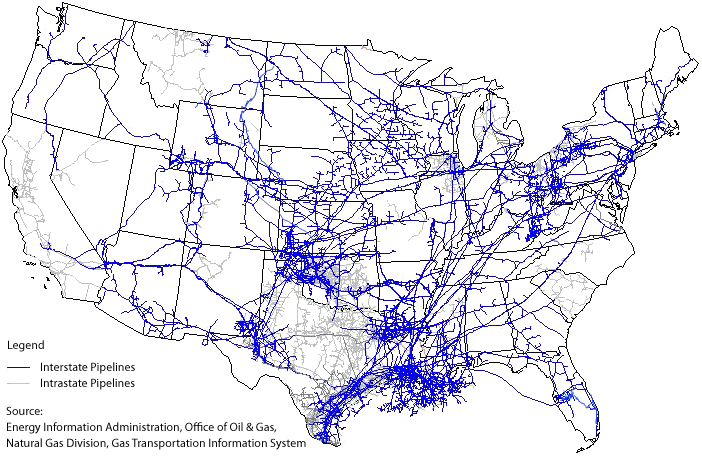
Carte des gazoducs américains en 2007.

La carte ci-contre, un peu ancienne, montre la forte concentration du réseau de gazoducs dans les régions productrices : Texas, Appalaches ; on y voit également les gazoducs transfrontaliers vers le Canada et le Mexique.
Les États-Unis disposaient en 2021 de 3 000 000 miles de gazoducs, qui ont livré 27,6 Tcf (trillions de pieds cubes) de gaz naturel à 77,7 millions de consommateurs.
Les installations de stockage de gaz naturel se composaient fin 2022 de 412 installations, dont 38 cavités salines, 46 aquifères et 328 gisements épuisés ; leur capacité s"élevait à 9 269 Gcf (milliards de pieds cubes), dont 708 Gcf en cavités salines, 1 373 Gcf en aquifères et 7 188 Gcf en gisements épuisés. Elles contenaient en octobre 2023 (au début de la saison hivernale) 8 273 Gcf de gaz, dont 527 Gcf dans des cavités salines.
En 2023, l'EIA dénombrait 34 points d'import/export de gaz naturel par gazoduc, dont 15 vers le Canada et 19 vers le Mexique. Les deux terminaux méthaniers d'importation sont celui d'Everett près de Boston, qui a reçu 82 % des importations de GNL en 2022 et le Northeast Gateway LNG terminal, situé dans la baie du Massachusetts. La capacité d'exportation de GNL a fortement augmenté, d'environ 1 Gcf/jour en 2016 à 11,4 Gcf/jour à la fin de 2022 (capacité permanente) et 13,9 Gcf/jour de capacité de pointe. Les terminaux méthaniers en service fin 2022 sont Sabine Pass (six unités de 0,76 Gcf/jour, soit 4,56 Gcf/jour), Corpus Christi (2,4 Gcf/jour), Freeport (2,13 Gcf/jour), Cameron (1,98 Gcf/jour), Calcasieu Pass (1,58 Gcf/jour), Cove Point (0,76 Gcf/jour) et Elba Island (0,36 Gcf/jour). Quatre terminaux sont en construction : Golden Pass (2,4 Gcf/jour), Plaquemines (2 phases de 1,58 Gcf/jour chacune), Port Arthur (1,78 Gcf/jour) et Corpus Christi phase 3 (1,51 Gcf/jour).

#### Gaz de schiste
En 2022, la production de gaz de schiste et de gaz de réservoir compact aux États-Unis atteint 31,62 TcF, soit 87 % de la production totale du pays (36,35 TcF).
Le graphique qui aurait dû être présenté ici ne peut pas être affiché car il utilise l'ancienne extension Graph, désactivée pour des questions de sécurité. Des indications pour créer un nouveau graphique avec la nouvelle extension Chart sont disponibles ici.

Production de gaz de schiste par région aux États-Unis
Source : Energy Information Administration
Le graphique ci-dessus regroupe les gisements par grandes régions : Appalaches (gisements de Marcellus et Utica), Texas et états limitrophes (Permian, Haynesville, Eagle Ford, Barnett) et reste des États-Unis.

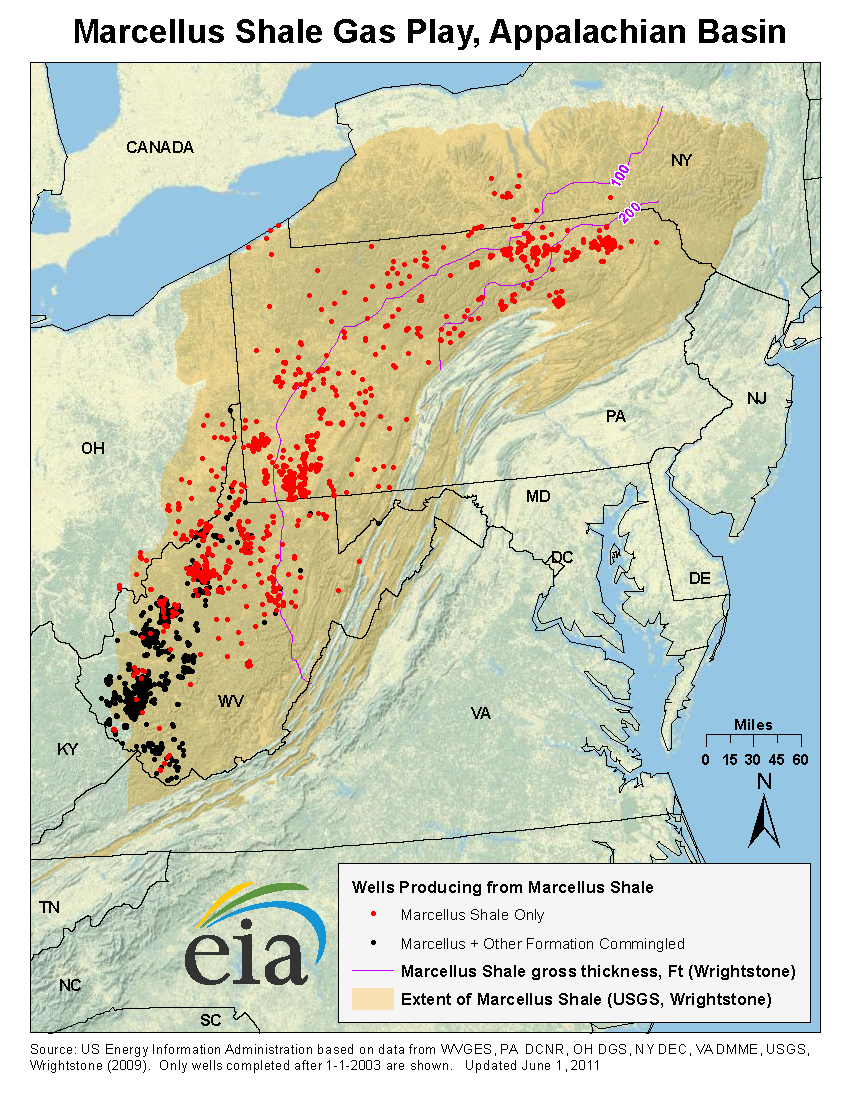
Gisement de Marcellus en Pennsylvanie.

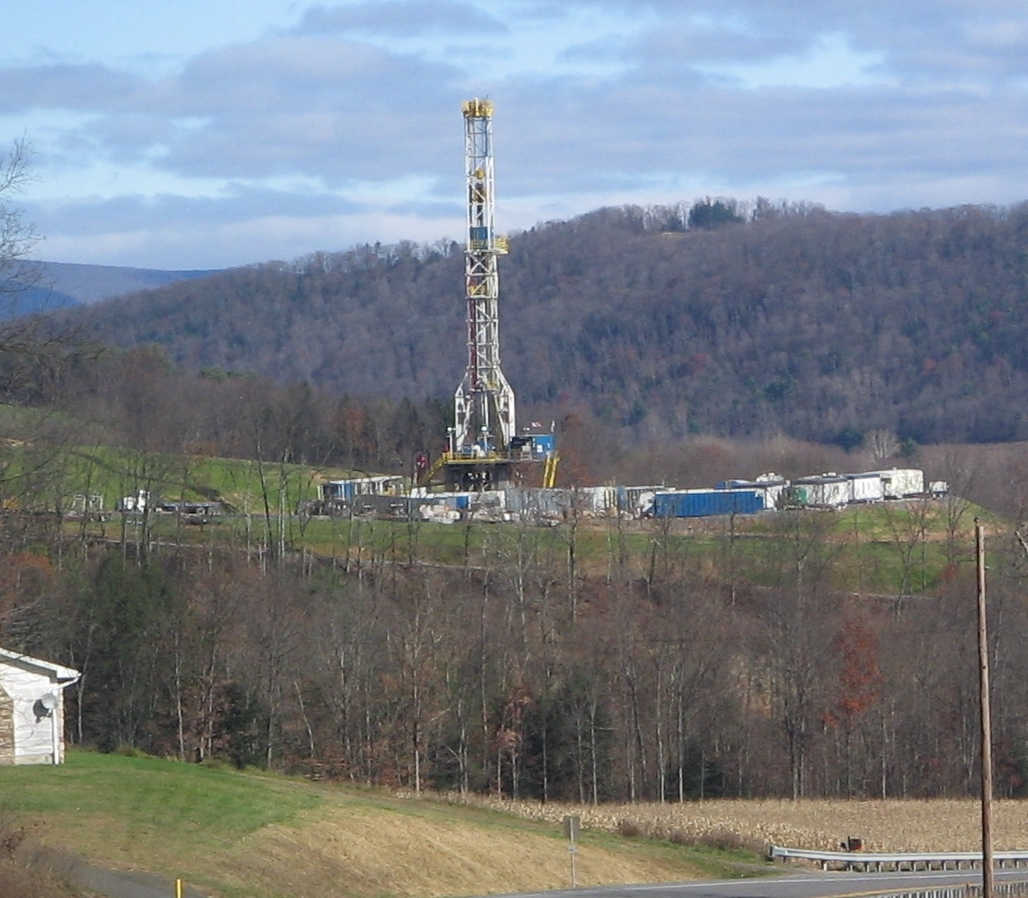
Derrick et la plateforme de forage d'un puits de gaz de schiste dans le Marcellus Shale en Pennsylvanie, état qui compte 71000 puits en 2012.

La progression des réserves à la fin des années 2000 est largement attribuable au développement soutenu du gaz de schiste grâce aux techniques de forage horizontal et de fracturation hydraulique ; en 2008, les réserves prouvées de gaz de schiste ont augmenté de 50 % et constituaient 13,4 % des réserves totales du pays ; les deux tiers de ces réserves de gaz de schiste sont situées au Texas.
Les estimations des réserves de gaz de schiste connaissent des fluctuations de grande ampleur : dans ses prévisions 2011, l'EIA a plus que doublé ces réserves, de 10 000 milliards de mètres cubes à 23400 milliards de mètres cubes, puis en 2012 les a ramenées à 13600 milliards de mètres cubes, divisant par trois son estimation des réserves du gisement de Marcellus.
Les progrès des techniques de fracturation hydraulique et de forage horizontaux ont accru l'intérêt pour les gaz de schiste. Ces techniques sont notamment exploitées dans les régions du Barnett Shale au Texas et de l'Antrim Shale au Michigan. Les réserves de gaz naturel ont augmenté de 35 % entre 2006 et 2008 en raison principalement du développement des shale gas. Début 2011, 493 000 puits de gaz de schiste sont en exploitation aux États-Unis dont 93 000 puits au Texas représentant 15 % de leur production totale de gaz, ceux-ci représentant en 2012 environ 25 % de la consommation de gaz dans le pays.
Cette augmentation de la production a fait plonger les prix sur le marché spot, qui sont tombés momentanément sous les 2 dollars américain le MMBTU (million British thermal unit) en 2012, soit un record depuis 2002, contre presque 14 dollars en 2005.
Mais la contestation monte : un sondage effectué par l'institut américain Pew Research Center en septembre 2013 révèle que 49 % des Américains sont désormais opposés à l'extraction par fracturation, contre 38 % en mars 2013.
En 2013, la production de gaz de schiste a plafonné ; les grandes compagnies pétrolières (ExxonMobil, BP, Total, Shell, ENI…), qui avaient succombé trop vite à l’appât du gain, y ont englouti des sommes considérables avant de réduire la voilure et de réorienter investissements et appareils de forage (rigs) vers les régions où l’on a découvert des condensats (gaz liquides) et du pétrole de schiste – bien mieux valorisés sur le marché ; au 1er semestre 2013, les investissements en Amérique du Nord dans le pétrole et le gaz non conventionnel sont tombés à 26 Mds $ contre 54 Mds $ au 1er semestre 2012 ; les bassins de Marcellus (Pennsylvanie) et d’Eagle Ford (Texas), qui représentent 43 % de la production américaine, sont en forte croissance, alors que Barnett (Texas), Fayetteville (Arkansas) et surtout Haynesville (frontière Arkansas-Texas-Louisiane), soit 46 % à eux trois, sont en net repli. On peut voir sur le graphique ci-contre le plafonnement ou le recul de la production de tous les gisements, sauf Marcellus, Eagle Ford et Bakken ; la progression de la production totale connait un fléchissement très marqué.
Par ailleurs, les prix du gaz, qui avaient fortement baissé sous l'effet du boom du gaz de schiste à partir de 2009, ont connu une forte remontée en 2013 : en décembre 2013, les prix des contrats à terme pour le mois suivant étaient à 4,28 $/MBtu contre 3,44 $/MBtu en décembre 2012, soit +24 % ; la moyenne de 2013 s'établit à 3,73 $/MBtu contre 2,83 $/MBtu en 2012 (+32 %).
En juin 2020, Chesapeake, un des pionniers du schiste américain qui fut, un temps, le deuxième producteur américain de gaz, se place sous le régime des faillites après avoir enregistré une perte nette de 8 milliards de dollars au premier trimestre 2020 du fait de la chute de 30 % du prix du gaz. Plus de 200 sociétés pétrolières et gazières, qui présentaient au total une dette de 130 milliards de dollars, ont déposé le bilan depuis 2015, selon un rapport de Haynes & Boone ; 200 autres pourraient se placer sous le régime des faillites dans les 24 prochains mois.

### Charbon

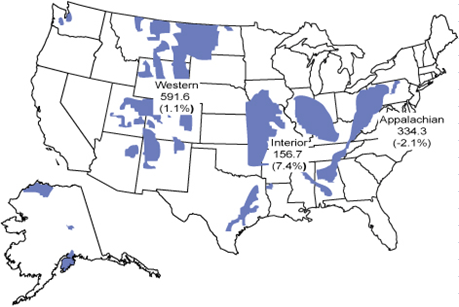
Zones de production du charbon en 2010, avec la production en tonne courte et les % de variation 2010/2009. Le total est de 1085,3 millions de short tons (-1 % par rapport à 2009), soit 997 millions de tonnes.

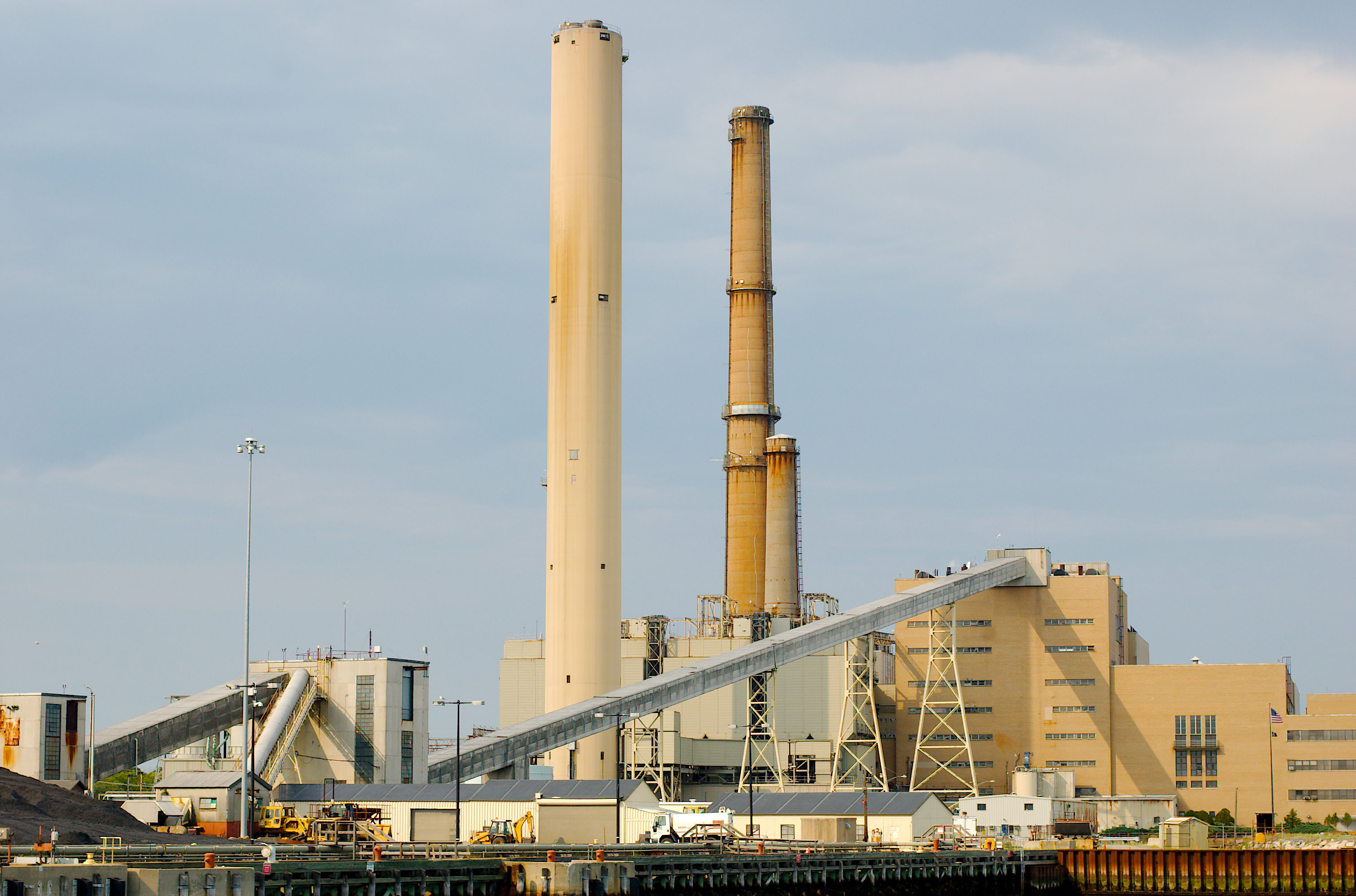
Centrale thermique au charbon et au pétrole de Salem (Massachusetts). Ouverte en 1951, elle doit fermer en 2015.

Le déclin du charbon aux États-Unis s'est accéléré en 2015 du fait de la baisse de la demande chinoise : en un an, quatre grandes entreprises charbonnières, représentant au total le quart de la production de charbon du pays, se sont placées sous le régime de la loi sur les faillites aux États-Unis (« Chapitre 11 »), dont Arch Coal, numéro deux du secteur avec 13,2 % de la production totale. L'AIE prévoit une nette décroissance de la consommation de charbon aux États-Unis : -2,1 % par an entre 2013 et 2020, ainsi que de la production : -2,2 % par an. À partir d'avril 2015, la production d'électricité à partir de gaz a dépassé celle à partir de charbon pour la première fois de son histoire. La zone la plus affectée en 2015 a été celle des Appalaches, et notamment l'État de Virginie-Occidentale, où la production a baissé de 40 % par rapport à la moyenne 2010-2014, en raison de coûts de production plus élevés. En avril 2016, le numéro un du secteur charbonnier, Peabody Energy, dont la part de marché est de près de 20 %, a demandé à être placé sous la protection du régime des faillites, n'ayant pas pu honorer le paiement d'intérêts sur sa dette ; c'est en un an la cinquième faillite parmi les grands du charbon américain : Patriot Coal, Walter Energy, Alpha Natural Resources et Arch Coal, représentant au total avec Peabody 45 % de la production américaine de charbon.
Le 10 octobre 2017, Scott Pruitt, directeur de l’Agence américaine de protection de l’environnement (EPA), signe le décret d’abrogation du plan pour une énergie propre (Clean Power Plan) engagé en 2015 par l’administration Obama pour orienter le pays vers une réduction de 32 % des émissions liées à la production d’électricité d’ici à 2030 par rapport à 2005. Ce plan prévoyait la fermeture des centrales à charbon les plus vétustes et les plus polluantes ; il était bloqué depuis février 2016 par la Cour suprême, saisie par une trentaine d’États américains. Les États-Unis comptaient 523 centrales à charbon en 2010 ; il n'en restait plus que 287 à mi-2017 ; les effectifs du secteur charbonnier ont chuté de 800 000 en 1920 à 80 000 en 2016.
Selon Newsweek, alors que Donald Trump se présente comme « celui qui a sauvé les mines de charbon », dix-sept centrales électriques au charbon ont annoncé leur fermeture en 2017 ; le nouveau directeur de l'Autorité de sûreté et de santé des mines (MSHA), David Zatezalo, est un ancien patron d'une mine qui a reçu plus de 2 millions de dollars d'amendes pour 162 infractions à la législation sur la sécurité et la santé dans les mines ; la déréglementation de l'industrie charbonnière a conduit nombre de propriétaires de mines à assouplir les règles de sécurité et à embaucher des mineurs sans formation ; sur les 15 mineurs qui ont perdu la vie en 2017 (le nombre le plus élevé depuis 2014 alors que les effectifs ont baissé de 60 000 personnes depuis lors), sept avaient moins d'un an d'expérience.

#### Réserves de charbon
Les réserves prouvées récupérables de charbon des États-Unis étaient estimées par l'Agence fédérale allemande pour les sciences de la terre et les matières premières (BGR) à 218,0 Gt (milliards de tonnes) fin 2022, soit 28,0 % des réserves mondiales, et celles de lignite) à 29,9 Gt, soit 9,3 % du total mondial. Au total, ces réserves atteignent 5 766 EJ, soit 25,0 % des réserves mondiales, au 1er rang devant la Chine (16,3 %), l'Inde (13,5 %), la Russie (12,2 %) et l'Australie (11,8 %). Elles représentent 543 ans de production au rythme de 2024 : 10,61 EJ. Les réserves de charbon ont baissé de 3,5 % depuis 2010 et celles de lignite de 3 %. BGR estime les ressources supplémentaires identifiées, mais dont l'exploitation n'est pas techniquement ou économiquement justifiée, à 6 459 Gt de charbon et 1 368 Gt de lignite.
Au 1er janvier 2022, les réserves prouvées de charbon sont estimées à 470 Gt (milliards de short tons), dont 250 Gt sont jugées récupérables, dont 145 Gt en mines souterraines et 105 Gt à ciel ouvert. Les États les mieux dotés sont le Montana (74,3 Gt), l’Illinois (37,5 Gt), le Wyoming (34,2 Gt), la Virginie-Occidentale (16,1 Gt), le Kentucky (13,8 Gt), l'Ohio (11,2 Gt), la Pennsylvanie (10,8 Gt), le Colorado (9,4 Gt), le Texas (9 Gt).

#### Production de charbon
En 2024, la production de charbon des États-Unis s'élevait à 10,61 EJ (exajoules), soit 5,8 % du total mondial, au 4e rang mondial, derrière la Chine : 94,48 EJ, soit 51,8 % du total mondial, l'Inde (9,9 %) et l'Indonésie (9,3 %), qui a dépassé les États-Unis en 2016 ; la production américaine est en recul de 10 % par rapport à 2023 et de 48 % entre 2014 et 2024.
En 2022, la production de charbon, répartie dans 21 États, provenait pour 63 % de mines à ciel ouvert ; cinq États totalisent 73 % de la production de charbon : le Wyoming (41 %), la Virginie occidentale (14 %), la Pennsylvanie (7 %), l'Illinois (6 %) et le Kentucky (5 %). Deux mines géantes produisent à elles seules 21 % du charbon américain : North Antelope Rochelle et Black Thunder, dans le Wyoming, qui compte sept des dix plus grandes mines du pays. La géographie du charbon comprend trois grandes régions : celle des Appalaches (27 % de la production totale), celle de l'intérieur (17 %) et la région occidentale (56 %). La région des Appalaches tire 80 % de sa production de mines souterraines et celle de l'intérieur 68 %, alors que dans la région occidentale (Wyoming, Montana, etc) 92 % de la production provient de mines à ciel ouvert.
La production de charbon est répartie en quatre catégories, selon la teneur en carbone et le pouvoir calorifique : l'anthracite (86 % à 97 % de carbone) est extraite uniquement en Pennsylvanie et représente en 2022 moins de 1 % de la production totale ; le charbon bitumineux (45 % à 86 % de carbone), 46 % de la production, produit dans 16 États, dont 78 % dans les cinq premiers : Virginie occidentale (31 %), Illinois (14 %), Pennsylvanie (14 %), Kentucky (11 %) et Indiana (9 %) ; le charbon sub-bitumineux (35 % à 45 % de carbone), 46 % de la production, dont 89 % dans le Wyoming et 8 % dans le Montana ; le lignite (25 % à 35 % de carbone), 8 % de la production, dont 56 % dans le Dakota du nord et 36 % au Texas.
Le nombre de concessions est passé de 489 en 1990 à 308 en 2015.

#### Consommation de charbon
La consommation de charbon des États-Unis s'est élevée en 2024 à 7,90 EJ (exajoules), en baisse de 3,8 % en 2024 et de 56 % depuis 2014 ; elle se classe au 3e rang mondial : 4,8 % du total mondial, loin derrière la Chine : 92,29 EJ, soit 55,9 % du total mondial ; elle est aussi dépassée depuis 2015 par l'Inde : 22,97 EJ en 2024 (13,9 %). Les États-Unis ont consommé 74 % de leur production.

#### Exportations et importations de charbon
En 2024, les États-Unis ont exporté 2,64 EJ de charbon, en hausse de 6,6 % par rapport à 2023 et de 11 % depuis 2014. Ces exportations représentent 7,3 % des exportations mondiales, au 4e rang mondial derrière l'Indonésie (29,8 %), l'Australie (25,2 %) et la Russie (13,4 %). Ils en ont importé 0,05 EJ. Le solde net exportateur représente 24,4 % de la production du pays.
Le charbon vapeur, utilisé pour la production d'électricité, représente 75 % des importations de charbon du pays, alors que le charbon à coke, utilisé dans la métallurgie, représente 54 % de ses exportations de charbon. Les importations s'élèvent à 6,3 Mst en 2022, soit environ 1 % de la consommation de charbon du pays ; elles ont connu un pic à 36,4 Mst en 2007. Leurs principales provenance sont la Colombie (64 %), le Canada (28 %), la Chine (3 %) et l'Indonésie (2 %). Les exportations ont atteint en 2012 un record à 125,7 Mst, soit 12 % de la production du pays ; en 2022, elles s'établissent à 85,9 Mst, soit 14 % de la production du pays, à destination de 71 pays.
En 2022, les États-Unis ont exporté 85,96 Mst (millions de short tons) de charbon, avec pour principales destinations l'Inde (18,9 %), les Pays-Bas (14,2 %), le Japon (9,4 %), le Brésil (7,5 %), la Corée du Sud (6,1 %), le Canada (5,0 %), l'Allemagne (4,9 %), l'Égypte (3,5 %), la Chine (3,4 %), le Royaume-Uni (2,9 %), la Pologne (2,9 %), le Maroc (2,7 %), la Turquie (2,2 %), l'Italie (1,7 %), l'Autriche (1,3 %) et l'Espagne (1,3 %). Les principaux ports d'exportation sont : Norfolk (Virginie) 37,5 %, Baltimore (Maryland) 22,8 %, New Orleans (Louisiane) 14,3 %, Mobile (Alabama) 11,1 % et Seattle (5,4 %).

## Énergies renouvelables thermiques

### Biomasse
Une étude du département de l'Énergie et du Department of Agriculture inventoriait en 2005 les ressources de la biomasse aux États-Unis : elle rappelait qu'un comité consultatif technique établi par le Congrès avait estimé que les biocarburants pourraient remplacer 30 % de la consommation de pétrole d'ici 2030 ; elle évaluait le potentiel de biomasse sèche mobilisable pour des usages énergétiques à plus de 1,3 milliard de tonnes par an, dont 998 millions de tonnes à partir des terres agricoles (428 Mt de résidus de cultures annuelles, 377 Mt de cultures pérennes, 87 Mt de grains utilisé pour les biocarburants et 106 Mt de fumiers, résidus de procédé et autres matières premières diverses) et 368 Mt à partir de l'exploitation forestière ( 52 Mt de bois de feu récolté en forêt, 145 Mt de résidus des usines de transformation du bois et de pâtes à papier, 47 Mt de résidus de bois urbains, dont les débris de construction et démolition , 64 Mt de résidus de l'exploitation forestière et des opérations de défrichage, 60 Mt de biomasse des opérations de réduction des risques d'incendie) ; la quantité de biomasse exploitée en 2003 était de 190 Mt, soit moins de 15 % du potentiel.

### Agrocarburants

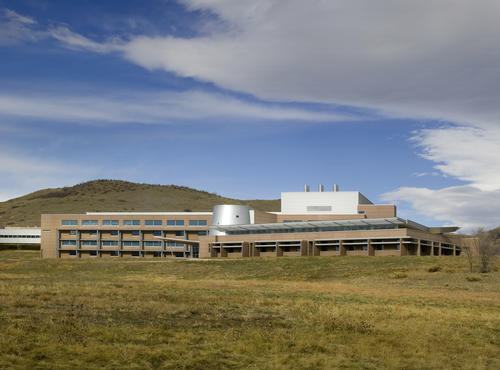
Locaux du National Renewable Energy Laboratory, fondé en 1974, à Golden (Colorado).

En 2024, les États-Unis ont produit 856 kbbl/jour (milliers de barils d'équivalent pétrole par jour) d'agrocarburants, en progression de 6,7 % en 2024 et de 43 % depuis 2014, dont 583 kbbl/j d'éthanol et 273 kbbl/j de biodiesel. Ils se classent au 1er rang mondial : 37,4 % de la production mondiale, devant le Brésil (22,3 %).
Les États-Unis sont le deuxième producteur mondial d'éthanol, produit à base de maïs. L'Energy Policy Act de 2005 vise à favoriser l'usage des biocarburants, bien que le bilan énergétique soit contesté.

## Consommation d'énergie primaire
Le graphique qui aurait dû être présenté ici ne peut pas être affiché car il utilise l'ancienne extension Graph, désactivée pour des questions de sécurité. Des indications pour créer un nouveau graphique avec la nouvelle extension Chart sont disponibles ici.

Consommation d'énergie par habitant : États-Unis, Union européenne, Monde
Source : Energy Information Administration
La consommation d'énergie primaire des États-Unis atteint 90,14 EJ en 2023. Sa consommation par habitant est de 267,7 GJ, soit 3,4 fois la moyenne mondiale (78,3 GJ en 2022), 3,2 fois celle de la Chine et 2,04 fois celle de la France.
L'Energy Institute estime la consommation d'énergie primaire par habitant des États-Unis à 265,85 GJ (Gigajoules) en 2024, soit 3,7 fois la moyenne mondiale (72,56 GJ) et 2,3 fois la moyenne de l'Union européenne (115,53 GJ).
| Énergie                                    | 1950  | 1960  | 1970  | 1980  | 1990  | 2000  | 2010  | 2020  | 2021  | 2022  | % 2022 | Δ 2022 /1950 |
| Charbon                                    | 12,35 | 9,84  | 12,26 | 15,42 | 19,17 | 22,58 | 20,83 | 9,18  | 10,55 | 9,89  | 10,4 % | -20 %        |
| Gaz naturel                                | 5,97  | 12,39 | 21,79 | 20,24 | 19,60 | 23,82 | 24,57 | 31,64 | 31,71 | 33,35 | 35,2 % | +459 %       |
| Pétrole                                    | 13,30 | 19,92 | 29,52 | 34,20 | 33,55 | 38,27 | 35,32 | 32,33 | 35,24 | 35,32 | 37,3 % | +166 %       |
| ss-total fossiles                          | 31,61 | 42,14 | 63,52 | 69,83 | 72,33 | 84,73 | 80,72 | 73,14 | 77,45 | 78,50 | 82,8 % | +148 %       |
| Nucléaire                                  | -     | 0,01  | 0,24  | 2,74  | 6,10  | 7,86  | 8,43  | 8,25  | 8,13  | 8,06  | 8,5 %  | ns           |
| Hydroélectricité                           | 0,34  | 0,51  | 0,86  | 0,95  | 1,00  | 0,94  | 0,89  | 0,97  | 0,86  | 0,87  | 0,9 %  | +156 %       |
| Géothermie                                 | -     | -     | 0,002 | 0,02  | 0,06  | 0,07  | 0,11  | 0,12  | 0,12  | 0,12  | 0,1 %  | ns           |
| Solaire                                    | -     | -     | -     | -     | 0,06  | 0,06  | 0,07  | 0,51  | 0,63  | 0,76  | 0,8 %  | ns           |
| Éolien                                     | -     | -     | -     | -     | 0,01  | 0,02  | 0,32  | 1,15  | 1,29  | 1,48  | 1,6 %  | ns           |
| Biomasse                                   | 1,56  | 1,32  | 1,43  | 2,48  | 2,74  | 3,01  | 4,51  | 4,54  | 4,75  | 4,86  | 5,1 %  | +212 %       |
| ss-total EnR                               | 1,91  | 1,83  | 2,29  | 3,45  | 3,86  | 4,10  | 5,90  | 7,30  | 7,64  | 8,09  | 8,5 %  | +308 %       |
| Total consommation                         | 33,53 | 43,94 | 66,04 | 76,04 | 82,26 | 95,14 | 97,51 | 88,85 | 93,36 | 94,79 | 100 %  | +183 %       |
| % EnR                                      | 5,7 % | 4,2 % | 3,5 % | 4,5 % | 4,7 % | 4,3 % | 6,1 % | 8,2 % | 8,2 % | 8,5 % |        |              |
| Source : Energy Information Administration |       |       |       |       |       |       |       |       |       |       |        |              |

| Source                                                  | 1990   | %    | 2000   | %    | 2010   | %    | 2020   | %    | 2023   | % 2023 | var. 2023/1990 |
| Charbon                                                 | 19 241 | 24,0 | 22 317 | 23,5 | 20 997 | 22,6 | 9 280  | 10,9 | 9 041  | 10,0 % | -53 %          |
| Pétrole                                                 | 31 688 | 39,5 | 36 473 | 38,3 | 33 767 | 36,4 | 29 401 | 34,5 | 32 713 | 36,3 % | +3 %           |
| Gaz naturel                                             | 18 353 | 22,9 | 22 933 | 24,1 | 23 282 | 28,7 | 30 105 | 35,3 | 31 789 | 35,3 % | +73 %          |
| total fossiles                                          | 69 282 | 86,4 | 81 722 | 85,9 | 78 046 | 84,1 | 68 786 | 80,7 | 73 543 | 81,6 % | +6 %           |
| Nucléaire                                               | 6 672  | 8,3  | 8 702  | 9,1  | 9 152  | 9,9  | 8 980  | 10,5 | 8 822  | 9,8 %  | +32 %          |
| Hydroélectricité                                        | 983    | 1,2  | 912    | 1,0  | 944    | 1,0  | 1 034  | 1,2  | 869    | 1,0 %  | -12 %          |
| Éolien, solaire, géothermie                             | 604    | 0,8  | 635    | 0,7  | 794    | 0,9  | 2 181  | 2,6  | 2 888  | 3,2 %  | +378 %         |
| Biomasse-déchets                                        | 2 607  | 3,3  | 3 067  | 3,2  | 3 740  | 4,0  | 4 052  | 4,8  | 3 949  | 4,4 %  | +51 %          |
| total EnR                                               | 4 194  | 5,2  | 4 613  | 4,8  | 5 479  | 5,9  | 7 267  | 8,5  | 7 707  | 8,6 %  | +84 %          |
| Solde élec.                                             | 7      | 0,01 | 122    | 0,1  | 94     | 0,1  | 170    | 0,2  | 68     | 0,1 %  | +860 %         |
| Total                                                   | 80 155 | 100  | 95 160 | 100  | 92 770 | 100  | 85 203 | 100  | 90 140 | 100 %  | +12 %          |
| Source des données : Agence internationale de l'énergie |        |      |        |      |        |      |        |      |        |        |                |

Alors que l'EIA ne comptabilise que la biomasse commercialisée (biocarburants et bois vendus dans le commerce), l'AIE estime l'ensemble de la production de biomasse, y compris la production pour usage propre.

Consommation d'énergie primaire des États-Unis, 1965 - 2024, Our World in Data

Total de la consommation d'énergie primaire des États-Unis en 2022
- Pétrole (36,3 %)
- Gaz naturel (35,3 %)
- Charbon (10,0 %)
- Nucléaire (9,8 %)
- Énergies renouvelables (8,6 %)

## Bilan énergétique

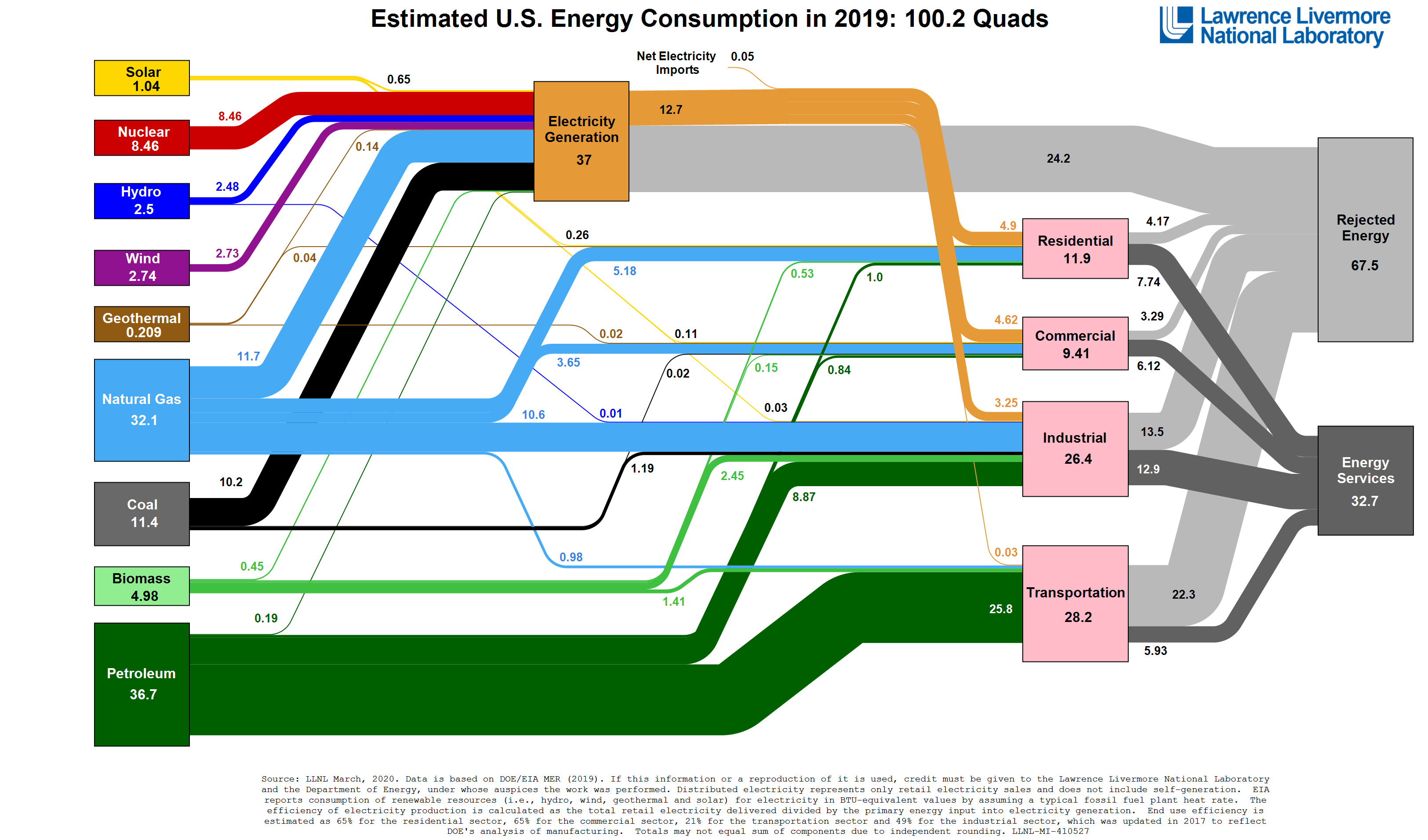
Graphique des flux d'énergie, depuis l'approvisionnement en énergies primaires jusqu'à la consommation finale
source : Laboratoire national Lawrence Livermore.

Le diagramme ci-dessus représente le bilan énergétique des États-Unis en 2019, montrant le cheminement des diverses énergies depuis leur production ou importation jusqu'à la consommation finale, toutes les sources d'énergie étant comparées sur la base d'une unité énergétique commune : le quad (quadrillion de BTU, c'est-à-dire : 1015 British thermal unit) ; l'épaisseur des flèches est proportionnelle au volume des flux qu'elles représentent. On remarque l'importance de la déperdition d'énergie dans l'ensemble du système énergétique (energy rejected).

## Consommation finale d'énergie
La consommation finale d'énergie des États-Unis, mesurée au niveau des consommateurs, est très inférieure à la consommation d'énergie primaire du fait des pertes d'énergie du système énergétique (pertes de conversion en électricité, de raffinage, de transport, etc) ; elle s'élevait en 2016 à 72,35 quads pour 97,50 quads de consommation primaire.

## Consommation finale d'énergie par source
| Source                                                  | 1990   | %    | 2000   | %    | 2010   | %    | 2020   | %    | 2022   | % 2022 | var. 2022/1990 |
| Charbon                                                 | 2 329  | 4,3  | 1 363  | 2,1  | 1 124  | 1,8  | 540    | 0,9  | 553    | 0,8 %  | -76 %          |
| Produits pétroliers                                     | 28 608 | 52,8 | 33 219 | 51,3 | 31 902 | 50,4 | 27 963 | 46,1 | 31 085 | 47,0 % | +9 %           |
| Gaz naturel                                             | 12 689 | 23,4 | 15 072 | 23,3 | 13 466 | 21,3 | 14 925 | 24,6 | 16 142 | 24,4 % | +27 %          |
| Biomasse-déchets                                        | 946    | 1,7  | 2 184  | 3,4  | 2 847  | 4,5  | 3 254  | 5,4  | 3 522  | 5,3 %  | +272 %         |
| EnR thermiques                                          | 14     | 0,03 | 82     | 0,1  | 90     | 0,1  | 129    | 0,2  | 146    | 0,2 %  | +939 %         |
| Électricité                                             | 9 481  | 17,5 | 12 598 | 19,5 | 13 638 | 21,5 | 13 600 | 22,4 | 14 422 | 21,8 % | +52 %          |
| Chaleur                                                 | 90     | 0,2  | 221    | 0,3  | 278    | 0,4  | 250    | 0,4  | 229    | 0,3 %  | +154 %         |
| Total                                                   | 54 158 | 100  | 64 739 | 100  | 63 345 | 100  | 60 661 | 100  | 66 100 | 100 %  | +22 %          |
| Source des données : Agence internationale de l'énergie |        |      |        |      |        |      |        |      |        |        |                |

## Consommation finale d'énergie par secteur

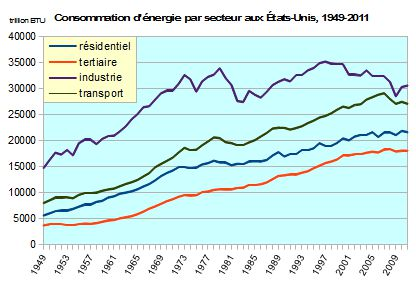
Consommation d'énergie par secteur aux États-Unis, 1949-2011
source données : U.S. Energy Information Administration.

| Secteur                                      | 1950  | 1960  | 1970  | 1980  | 1990  | 2000  | 2010  | % 2010 | Δ 2010 /1950 |
| Industrie                                    | 14,32 | 18,10 | 24,91 | 25,38 | 24,41 | 26,35 | 23,63 | 33,4 % | +65 %        |
| Transport                                    | 8,41  | 10,57 | 16,07 | 19,67 | 22,38 | 26,47 | 26,92 | 38,1 % | +220 %       |
| Résidentiel                                  | 5,08  | 7,34  | 9,91  | 9,89  | 9,71  | 11,22 | 11,57 | 16,4 % | +128 %       |
| Commerce                                     | 3,06  | 3,27  | 5,38  | 6,01  | 6,76  | 8,23  | 8,55  | 12,1 % | +179 %       |
| Total conso.fin.                             | 30,86 | 39,28 | 56,34 | 60,94 | 63,25 | 72,28 | 70,67 | 100 %  | +129 %       |
| Source : Energy Information Administration . |       |       |       |       |       |       |       |        |              |

| Secteur                                      | 2010  | 2015  | 2016  | 2017  | 2018  | 2019  | 2020  | 2021  | 2022  | % 2022 | Δ 2022/2010 |
| Industrie                                    | 23,63 | 24,78 | 24,88 | 25,31 | 26,28 | 26,37 | 25,38 | 26,25 | 25,98 | 34,6 % | +9,9 %      |
| Transport                                    | 26,92 | 27,21 | 27,77 | 28,00 | 28,46 | 28,63 | 24,42 | 27,04 | 27,67 | 36,8 % | +2,8 %      |
| Résidentiel                                  | 11,57 | 11,21 | 10,78 | 10,72 | 11,90 | 11,89 | 11,29 | 11,43 | 11,92 | 15,9 % | +3,0 %      |
| Commerce                                     | 8,55  | 9,05  | 8,94  | 8,93  | 9,43  | 9,37  | 8,73  | 9,08  | 9,56  | 12,7 % | +11,8 %     |
| Total conso.fin.                             | 70,67 | 72,25 | 72,38 | 72,97 | 76,07 | 76,26 | 69,81 | 73,79 | 75,14 | 100 %  | +6,3 %      |
| Source : Energy Information Administration . |       |       |       |       |       |       |       |       |       |        |             |

La stagnation de la consommation d'énergie de l'industrie depuis la fin des années 1960 résulte à la fois des délocalisations et des progrès de l'efficacité énergétique ; la crise de 2008 a affecté surtout l'industrie, le transport et le secteur résidentiel ; les consommations du tertiaire ont largement dépassé leur niveau de 2007. La « révolution du schiste » que certains commentateurs croient déceler (réindustrialisation et relocalisations grâce à des coûts d'énergie plus bas) ne se voit guère dans les statistiques : en 2022 la consommation de l'industrie n'a pas encore retrouvé le niveau de 2000.
Le tableau ci-dessous retrace l'évolution de la part des différentes énergies dans la consommation finale du secteur résidentiel : consommation directe d'énergies primaires (énergies fossiles et renouvelables) et consommation d'électricité :
| Énergie                                      | 1950 | 1960 | 1970 | 1980 | 1990 | 2000 | 2010 | 2015 | 2019 | 2020 | 2021 | 2022 |
| Charbon                                      | 24,8 | 8,0  | 2,1  | 0,3  | 0,3  | 0,1  | -    | -    | -    | -    | -    | -    |
| Gaz naturel                                  | 24,4 | 43,8 | 50,3 | 48,8 | 46,3 | 45,5 | 42,1 | 42,4 | 43,8 | 42,9 | 42,8 | 43,1 |
| Pétrole                                      | 26,0 | 30,3 | 27,5 | 17,5 | 14,4 | 13,8 | 9,7  | 8,9  | 8,8  | 8,1  | 8,5  | 8,2  |
| ss-total fossiles                            | 75,3 | 82,1 | 79,9 | 66,6 | 60,9 | 59,4 | 51,8 | 51,4 | 52,6 | 51,0 | 51,3 | 51,3 |
| Géothermie                                   | -    | -    | -    | -    | 0,1  | 0,1  | 0,3  | 0,4  | 0,3  | 0,3  | 0,3  | 0,3  |
| Solaire                                      | -    | -    | -    | -    | 0,6  | 0,5  | 0,5  | 0,8  | 1,1  | 1,3  | 1,5  | 1,7  |
| Biomasse                                     | 19,8 | 8,5  | 4,0  | 8,6  | 6,0  | 3,7  | 4,7  | 4,6  | 4,6  | 3,1  | 3,0  | 3,5  |
| ss-total renouvelables                       | 19,8 | 8,5  | 4,0  | 8,6  | 6,6  | 4,4  | 5,5  | 6,1  | 6,1  | 4,7  | 4,8  | 5,6  |
| Électricité                                  | 4,8  | 9,4  | 16,0 | 24,8 | 32,5 | 36,2 | 42,6 | 42,6 | 41,3 | 44,2 | 43,9 | 43,2 |
| Source : Energy Information Administration . |      |      |      |      |      |      |      |      |      |      |      |      |

La part de l'électricité a progressé constamment, sauf au cours de la crise de 2008 et de celle du Covid-19 ; les énergies fossiles ont reculé continument, le gaz naturel prenant progressivement la place du charbon, puis du pétrole ; les énergies renouvelables, représentées au début par le bois uniquement, ont reculé jusqu'en 2000, puis ont regagné du terrain grâce au développement du solaire thermique (chauffe-eau solaire) et du photovoltaïque.
Bien entendu, les énergies renouvelables sont aussi présentes indirectement dans la rubrique « électricité » : en 2022, les EnR ont contribué à hauteur de 22,4 % à la production d'électricité, d'où la part totale des EnR dans la consommation résidentielle : 15,3 %.

## Réseaux de chaleur
La chaleur issue des centrales de cogénération et des centrales de chaleur pure (chaufferies) et distribuée par les réseaux de chaleur représentait 229 PJ en 2022, soit 0,35 % de la consommation finale d'énergie du pays, destinée pour 79 % à l'industrie et 21 % au tertiaire. Elle était produite en 2023 à partir de gaz naturel pour 79,4 %, de pétrole pour 4,2 %, de charbon pour 5,5 %, de biomasse pour 8,5 % et de déchets pour 2,5 %. La production a progressé de 318 % entre 1990 et 2023 et la consommation de chaleur de 154 %. La production de chaleur des États-Unis atteignait 419 PJ en 2022, au 4e rang mondial avec 2,4 % du total mondial, loin derrière la Chine, n°1 mondial : 7 977 PJ (44,7 %) et la Russie : 5 506 PJ (30,9 %), à comparer avec l'Allemagne : 428 PJ et la France : 183 PJ.

## Impact environnemental

### Émissions de gaz à effet de serre
Le graphique qui aurait dû être présenté ici ne peut pas être affiché car il utilise l'ancienne extension Graph, désactivée pour des questions de sécurité. Des indications pour créer un nouveau graphique avec la nouvelle extension Chart sont disponibles ici.

Émissions de gaz à effet de serre aux États-Unis par combustion de combustibles fossiles
Source : Agence internationale de l'énergie,,
En 2022, les émissions de gaz à effet de serre (GHG) liées à l'énergie aux États-Unis s'élevaient à 5 102 Mt CO2eq, soit 13,3 % des émissions mondiales (38 371 Mt en 2022), loin derrière la Chine (29,7 %). En 2023, elles atteignaient 5 039 Mt, en baisse de 1,2 % et inférieures de 4,5 % à leur niveau de 2019 (5 278 Mt).
|                                                       | 1971    | 1990    | 2023    | var. 2023/1971 | var. 2023/1990 | var.Monde 2022/1990 | part en 2023 |
| Émissions GHG liées à l'énergie                       | 4 609   | 5 128   | 5 039   | +9,3 %         | -1,7 %         | +60 %               |              |
| Émissions GHG par combustion de combustibles fossiles | 4 337,0 | 4 861,2 | 4 605,7 | +6,2 %         | -5,3 %         | +63,9 %             | 100 %        |
| dont charbon                                          | 1 112,6 | 1 846,4 | 844,2   | -24,1 %        | -54,3 %        | +82 %               | 18,3 %       |
| dont pétrole                                          | 2 023,0 | 1 992,8 | 2 008,9 | -0,7 %         | +0,8 %         | +32 %               | 43,6 %       |
| dont gaz naturel                                      | 1 197,8 | 996,6   | 1 721,1 | +43,7 %        | +72,7 %        | +103 %              | 37,4 %       |
| Source : Agence internationale de l'énergie.          |         |         |         |                |                |                     |              |

Les activités liées à l'énergie sont la principale source d'émission de gaz à effet de serre (GES) aux États-Unis : 82,0 % des émissions brutes totales (en tonnes de CO2-équivalent) en 2022 ; elles représentent 96,5 % des émissions nationales de CO2, 40,2 % de celles de méthane et 10,0 % de celles de N2O. Elles sont passées de 5 380 MtCO2eq en 1990 à 6 346 MtCO2eq en 2005 (+18 %) avant de redescendre à 5 200 MtCO2eq en 2022 (-18,1 %) ; de 1990 à 2022, elles ont baissé de 3,3 %. Les émissions de CO2 s'élèvent à 4 879,2 MtCO2eq (93,8 %), dont 4 690 MtCO2eq par combustion, celles de CH4 à 282,6 MtCO2eq (5,4 %), dont 173 MtCO2eq dues aux systèmes de gaz naturel, et celles de N2O à 38,7 MtCO2eq (0,7 %).
Les émissions de CO2 des États-Unis par combustion de sources fossiles représentent en moyenne 74,9 % des émissions brutes de gaz à effet de serre sur la période 1990-2021 ; elles ont décru de 4 728,2 MtCO2eq en 1990 à 4 651 Mt en 2021, soit -1,6 % ; par rapport au pic atteint en 2005, elles ont baissé de 19,1 % ; entre 2020 et 2021, elles ont remonté de 7 %. Ces émissions proviennent en 2021 à 44,6 % de la combustion de pétrole, à 34,8 % de celle de gaz naturel et à 20,6 % de celle de charbon. Les principaux secteurs économiques émetteurs sont les transports : 1 789 Mt (38,5 %), la production d'électricité : 1 542 Mt (33,2 %), l'industrie : 762 Mt (16,4 %), le secteur résidentiel : 310 Mt (6,7 %) et le secteur commercial : 224 Mt (4,8 %).
Les émissions du secteur des transports se répartissent en 2021 pour l'essentiel entre les camions légers (37 %), les camions de fret (23,5 %) et les véhicules de passagers (20,6 %). Les combustibles les plus émetteurs sont l'essence (53,2 %), le diesel (24,5 %), le kérosène pour avions (10,2 %) ; les biocarburants représentent 5,5 %. Les émissions de l'industrie résultent à 63,4 % de l'utilisation directe de combustibles fossiles pour produire de la vapeur et de la chaleur, et le restant de l'utilisation d'électricité. Elles ont reculé de 22,6 % depuis 1990, du fait de l'évolution structurelle de l'économie (passage d'une économie industrielle à une économie de services), de changements de combustible et d'améliorations de l'efficacité. Les émissions des secteurs résidentiel et commercial reposent principalement sur l'utilisation d'électricité (65,1 % et 69,9 % respectivement), le restant du gaz naturel et de produits pétroliers pour le chauffage et la cuisine ; elles ont reculé de 4,7 % et 3 % depuis 1990.
Les émissions du secteur de la production d'électricité ont baissé de 15,3 % depuis 1900, en particulier du fait du recul de la part du charbon dans la production de 54,2 % en 1990 à 22,5 %, alors que le gaz naturel est passé de 10,7 % à 37,2 % et l'éolien et le solaire de 0,1 % à 11 %.
Les émissions de CO2 de l'industrie gazière atteignent 36,8 MtCO2eq en 2021, soit 1,2 % des émissions de CO2 totales et celles de l'industrie pétrolière 24,7 MtCO2eq (1,0 %).
Les émissions de méthane du secteur gazier sont la deuxième source de méthane derrière la fermentation entérique (élevage) ; elles atteignent 181,4 MtCO2eq en 2021, soit 24,9 % des émissions de méthane et 3,1 % des émissions totales de gaz à effet de serre ; elles ont baissé de 15,7 % depuis 1990. le secteur pétrolier et le secteur charbonnier émettent aussi près de 50 MtCO2eq de méthane chacun, et le reste du secteur énergétique près de 20 MtCO2eq.
La revue Science publie en juin 2018 une étude approfondie qui évalue les fuites de méthane dans la chaîne de fourniture de pétrole et de gaz naturel des États-Unis en 2015 à 2,3 % de la production de gaz naturel, soit 60 % de plus que les estimations de l'Environmental Protection Agency.
Une étude d'Energydesk (Greenpeace-UK) montre que sur les 16 % de baisse des émissions nationales de CO2 entre 2007 et 2013, seulement 30 % (117 Mt CO2) sont attribuables au gaz de schiste, la principale contribution à cette baisse étant celle des énergies renouvelables : 164 Mt CO2, dont 129 Mt CO2 pour l'éolien, suivie par celle de l'efficacité énergétique (baisse des consommations d'énergie) : 120 Mt CO2. Cette analyse ne prend en compte que les émissions de CO2 et non les fuites de méthane, gaz à effet de serre 25 fois plus puissant que le CO2, sur les sites d'extraction de gaz de schiste.
Le président Obama a annoncé le 14 janvier 2015 un objectif de réduction de 40 % des émissions de méthane dans la production et le transport de gaz de schiste d'ici à 2025, alors que la tendance naturelle les amènerait à augmenter de 25 %. Le méthane représente 10 % des émissions de gaz à effet de serre aux États-Unis ; selon Fred Krupp, président du Fonds pour la défense de l'environnement, ces fuites polluent autant que le feraient 180 centrales à charbon. L'Agence de protection de l'environnement compte durcir la réglementation pour les nouvelles installations gazières et pétrolières ; elle présentera ses propositions à l'été 2015, pour une application en 2016.
Le chef de la diplomatie américaine Mike Pompeo a annoncé le 4 novembre 2019 la notification formelle au secrétariat des Nations unies du retrait des États-Unis de l'accord de Paris sur le climat, deux ans après la décision politique de Donald Trump. Mais la coalition « America’s Pledge On Climate », qui rassemble 4 000 acteurs engagés dans le combat climatique (26 États et territoires, 534 villes et comtés, 2008 entreprises, 438 universités et organismes de santé, 981 organisations confessionnelles et culturelles), qui représentent les deux tiers du produit intérieur brut des États-Unis, 65 % de sa population et 51 % de ses émissions de GES, pourraient, selon leurs engagements pris en 2017, réduire de 25 % les gaz à effet de serre (GES) d'ici à 2030 par rapport au niveau de 2005, selon un rapport produit par l'Université du Maryland et le Rocky Mountain Institute ; ils seraient même en bonne voie de permettre au pays de réaliser les deux-tiers de l'objectif que celui-ci s'était fixé en 2015 à la conférence de Paris pour 2025.

### Émissions de dioxyde de carbone liées à l'énergie
| Le graphique qui aurait dû être présenté ici ne peut pas être affiché car il utilise l'ancienne extension Graph, désactivée pour des questions de sécurité. Des indications pour créer un nouveau graphique avec la nouvelle extension Chart sont disponibles ici . |
| Source : Energy Information Administration, |

Selon l'Energy Institute, les émissions de CO2 liées à l'énergie aux États-Unis ont atteint 4 619,1 Mt en 2024, en baisse de 0,8 % en 2024 et de 12 % depuis 2014. Elles se classent au 2e rang mondial (13,0 % des émissions mondiales) derrière la Chine : 11 243,5 Mt, soit 31,7 %.
Selon l'Agence internationale de l'énergie, les États-Unis sont en 2022 le second émetteur de dioxyde de carbone par combustion d'énergies fossiles : 4 607,6 MtCO2, soit 13,5 % des émissions mondiales, après la Chine (10 644,3 Mt, soit 31,2 %) ; mais leurs émissions par habitant s'élèvent à 13,81 tonnes, soit 1,84 fois celles de la Chine : 7,50 t et 3,22 fois la moyenne mondiale : 4,29 t. En 2023, elles baissent de 2 % à 13,53 t.
|                            | 1971  | 1990  | 2023  | var. 2023/1971 | var. 2023/1990 | var.UE27 2023/1990 |
| Émissions/habitant (t CO2) | 20,65 | 19,20 | 13,53 | -34,5 %        | -29,5 %        | -39,0 %            |

| | Émissions 2022      | part du secteur | Émissions/habitant | Émiss./hab. UE-27 |
| Secteur | Millions tonnes CO2 | %               | tonnes CO2/hab.    | tonnes CO2/hab.   |
| Secteur énergie hors élec. | 303,7               | 6,6 %           | 0,91               | 0,37              |
| Industrie et construction | 795,6               | 17,3 %          | 2,38               | 1,42              |
| Transport | 1 705,9             | 37,0 %          | 5,11               | 1,78              |
| dont transport routier | 1 417,1             | 30,8 %          | 4,25               | 1,66              |
| Résidentiel | 897,3               | 19,5 %          | 2,69               | 1,14              |
| Tertiaire | 755,3               | 16,4 %          | 2,26               | 0,73              |
| Total | 4 607,6             | 100 %           | 13,81              | 5,61              |
| Source : Agence internationale de l'énergie * après ré-allocation des émissions de la production d'électricité et de chaleur aux secteurs de consommation. |                     |                 |                    |                   |

Tous les secteurs ont des émissions par habitant très supérieures à celles de l'UE, en particulier les transports : 2,9 fois, le secteur tertiaire : 3,1 fois et le secteur résidentiel : 2,4 fois.
Les prévisions de l'Agence d'information sur l'énergie annoncent, selon les scénarios, une diminution de 25 % à 38 % des émissions de CO2 liées à l'énergie en 2030 par rapport au niveau de 2005.

## Politique énergétique

### Présidence Bush
Après la présidence Clinton favorable à la lutte contre le réchauffement climatique, la présidence Bush (fils) ramène au premier plan la déréglementation :
- le 17 mai 2001, le président George W. Bush dévoile la National Energy Policy (NEP) élaborée sous la houlette du vice-président Dick Cheney, dont les 105 recommandations comprennent la promotion de la concurrence, l'encouragement à l'investissement dans la production électrique, la constitution d'un réseau national de transport électrique fiable, l'ouverture d'une petite partie du Refuge faunique national Arctic à l'exploration pétrolière et gazière, un budget de 2 milliards de dollars sur 10 ans pour la recherche sur le « charbon propre », le redémarrage du nucléaire par la mise en place du stockage des déchets et l'accélération des procédures d'autorisation des centrales, le développement des technologies de l'hydrogène et de l'énergie de fusion, la création de crédits d'impôt pour les véhicules hybrides et ceux à pile à combustible, l'accroissement des financements des énergies renouvelables et des programmes d'efficience énergétique pourvu qu'ils soient basés sur la performance et à coûts partagés[128]. Le 2 août 2001, la Chambre des Représentants vote une loi sur l'énergie contenant une grande part des recommandations du Plan énergie présidentiel, avec 33,5 Mds$ d'avantages fiscaux pour promouvoir la production de combustibles, ouvrir  2000 acres (810 hectares) de la côte du Refuge faunique national Arctic à l'exploration et  à la production pétrolière et gazière et de légères augmentations des normes d'efficacité des carburants pour véhicules[128]. Mais le Sénat ne vote cette loi que le 25 avril 2002, après l'avoir copieusement amendé, supprimant l'autorisation d'exploration dans le Refuge faunique national Arctic[129] et ce ne sera qu'en juillet 2005 que la loi est enfin définitivement votée.
- le 8 mars 2002, le président George W. Bush signe une loi de stimulation économique qui institue plusieurs crédits d'impôt, dont 1 Md$ pour les producteurs d'électricité à partir de sources renouvelables et 150 M$ pour les acquéreurs de véhicules électriques[129]. L'administration Bush a investi massivement sur des projets concernant l'hydrogène, ainsi que le charbon propre (Clean Coal Power Initiative - CCPI), en particulier le projet FutureGen, conçu par le DOE, qui prévoyait la construction d'une centrale à charbon proche du zéro-émissions  produisant de l'hydrogène et de l'électricité et utilisant les techniques de captage et stockage du CO2[130].
- le 11 juillet 2005, le gouvernement annonce le Partnership for Home Energy Efficiency destiné à réduire de 10 % en 10 ans les coûts énergétiques des ménages en leur fournissant des solutions d'économie d'énergie et en soutenant l'innovation technologique[131].
- signé par le président George W. Bush le 8 août 2005 après 4 ans de vicissitudes parlementaires, l'Energy Policy Act[132] abolit les restrictions issues de PUHCA et confie des responsabilités étendues à la Federal Energy Regulatory Commission (FERC) dans le contrôle des réseaux de transport et du commerce inter-états d'électricité, l'octroi de licences pour les projets hydroélectriques, la surveillance des marchés de l'énergie avec le pouvoir de sanctionner les manipulations de marché et les abus anti-concurrentiels.
- l' Energy Independence and Security Act de décembre 2007 visait à accroître l'indépendance énergétique et la sécurité d'approvisionnement : abaissement des normes de consommation de carburants des véhicules, incitation au développement des véhicules électriques et hybrides, promotion des biocarburants et des recherches sur les carburants à base de cellulose ou d'algues, normes plus strictes pour l'efficacité énergétique des appareils ménagers, interdiction des ampoules à incandescence, réduction de 30 % d'ici 2015 des consommations d'énergie des bâtiments fédéraux, soutiens aux économies d'énergie dans l'industrie et le tertiaire ; mais le Sénat bloqua deux dispositions votées par les Représentants : le Renewable portfolio standard qui obligeait les utilities à produire 15 % d'électricité renouvelable, et un paquet fiscal supprimant 21 milliards de $ de déductions fiscales en faveur du pétrole et du gaz.
- le Food, Conservation, and Energy Act (ou 2008 U.S. Farm Bill) de juin 2008 contient une série de mesures pour soutenir la production de biocarburants et l'utilisation énergétique de la biomasse.
- l' Energy Improvement and Extension Act de 2008 crée un nouveau crédit d'impôt en faveur des véhicules hybrides rechargeables et étend les crédits d'impôt existants pour les énergies renouvelables.

### Présidence Obama
La présidence Obama marque, au moins dans les intentions, une inflexion vers plus de soutien à la lutte contre le réchauffement climatique, mais les blocages répétés entre les deux chambres n'ont guère permis à ces intentions de se réaliser :
- l' American Recovery and Reinvestment Act, plan de relance voté en février 2009 en réponse à la crise de 2008, contient, entre autres mesures, de nombreux programmes de développement des transports en commun, en particulier par voie ferrée ; 11 milliards de $ pour l'amélioration des réseaux électriques ; 4,5 Mds $ pour améliorer l'efficacité énergétique dans les bâtiments fédéraux ; 27 Mds $ pour divers programmes de recherche et de promotion des énergies renouvelables et de l'efficacité énergétique, dont 6 Mds $ pour des garanties d'emprunts en faveur des EnR et des réseaux, 5 Mds $ pour l'isolation des logements de personnes à bas revenus, 3,4 Mds $ pour la recherche sur le charbon propre et le captage de CO2, etc.
- l' American Clean Energy and Security Act (en), voté le 26 juin 2009 par la Chambre des représentants, est ensuite rejetée par le Sénat est n'entrera jamais en vigueur ; cette loi aurait créé une bourse du carbone similaire au Système d'échange de quotas d'émission de l'Union européenne ; un objectif de réduction des émissions de gaz à effet de serre de 17 % de 2005 à 2020 était fixé ; la loi imposait aux utilities l'obligation de produire 20 % d'électricité renouvelable, lançait des programmes de subventions de grande ampleur pour les énergies renouvelables (90 Mds $), le captage et stockage du dioxyde de carbone (60 Mds $), les véhicules électriques et à hydrogène (20 Mds $) et la recherche scientifique (20 Mds $).
- le Hydropower Regulatory Efficiency Act de février 2013 facilite le développement de petites centrales hydroélectriques.
- le 2 juin 2014, le président Obama a présenté un texte visant à réduire de 30 % d'ici à 2030 les émissions de CO2 des centrales électriques par rapport à 2005 ; cette décision découle du plan d'action sur le climat annoncé le 25 juin 2013 ; prenant acte de la paralysie du Congrès, le président américain avait décidé de contourner l'obstacle en passant par la voie réglementaire. Il avait donné un an à l'Agence pour la protection de l'environnement (EPA) pour établir des normes de pollution ; en septembre 2013, l'agence avait d'abord décidé de mesures concernant les futures centrales ; la nouvelle mesure concerne celles en activité. Les 1 600centrales électriques du pays, dont 600 au charbon, émettent 38 % du CO2 et 31 % des gaz à effet de serre. L'agence ne propose pas de système national de marché d'émissions ; les États ont toute latitude pour choisir eux-mêmes la meilleure formule. Une douzaine d'entre eux ont d'ailleurs déjà instauré des systèmes de marchés d'émission, et plus de mille maires ont décrété des limitations de pollution. Mike Enzi, sénateur républicain du Wyoming, État qui assure à lui seul 40 % de la production nationale de charbon, a accusé l'administration d'avoir décidé « de tuer le charbon et ses 800 000 emplois »[133] ; Kyle Ash, spécialiste de la politique du climat chez Greenpeace, se félicite de cette mesure, mais regrette qu'elle n'ait pas été prise dès 2009 et remarque que ces -30 % par rapport à 2005 ne correspondent en fait qu’à -12 % par rapport à 1990, année de référence du protocole international de Kyoto, car les émissions ont fortement augmenté de 1990 à 2005, avant de décliner ; d'ailleurs, de nombreux opérateurs ont de toute façon prévu de fermer leurs vieilles centrales à charbon ; selon Kyle Ash, il aurait été facile de fixer un objectif de -60 %[134].
- dans le cadre de la préparation de la COP21, les États-Unis ont présenté une contribution qui les engage à réduire leurs émissions de gaz à effet de serre de 26-28 % en 2025 par rapport au niveau de 2005[135].

En 2013, l'État fédéral possédait et exploitait plus de 50 GW de centrales électriques produisant plus de 200 TWh par an, soit 5 % de la production nationale d'électricité :
- Tennessee Valley Authority (TVA) : 36 580 MW[136], dont 3 900 MW renouvelables (30 centrales hydroélectriques, 15 centrales solaires et un parc éolien), 3 centrales nucléaires (6 600 MW), 11 centrales au charbon, 5 centrales à cycle combiné gaz et une centaine de turbines à combustion (gaz) sur 12 sites ; ventes : 162 TWh ;
- Bureau of Reclamation : plus de 14 GW (53 centrales) ; production : plus de 40 TWh/an[137].

Les initiatives qui n'ont pas pu déboucher au niveau fédéral ont souvent pu se réaliser au niveau des États, puisqu'ils disposent de larges pouvoirs dans le domaine de l'énergie :
- nombre d'États ont institué des Renewable portfolio standards imposant aux utilities des objectifs de part des énergies renouvelables dans leur production d'électricité ;
- des groupes d'États ont décidé de créer des marchés de quotas carbone :

Les dix états en vert foncé sont participants au RGGI. Les observateurs sont en vert pale.

- - le Regional Greenhouse Gas Initiative (RGGI), créé en 2005 par sept États du Nord-est, vise à réduire les émissions de gaz à effet de serre par un programme de plafond et d’échange d’émissions (cap and trade) destiné aux centrales électriques ; dix états participent à l’initiative et la Pennsylvanie a un statut d'observateur, de même que les provinces canadiennes du Québec, de l'Ontario et du Nouveau-Brunswick ; les échanges de droits d'émission ont commencé en septembre 2008. En février 2013, constatant que les émissions avaient été de 91 Mt CO2 alors que le plafond était fixé à 165 Mt, les membres du RGGI ont décidé d'abaisser ce plafond à 91 Mt en 2014 et de le réduire de 2,5 % par an jusqu'à 2020[138].
  - le Midwestern Greenhouse Gas Reduction Accord, créé en 2007 par six États du Midwest ainsi que trois observateurs et la province canadienne du Manitoba, prévoyait la création d'un marché du carbone ; ce projet a été abandonné, bien qu'il n'ait pas fait l'objet d'une suspension officielle[139].
  - La Western Climate Initiative, créée en février 2007 par cinq États des États-Unis à l'initiative du gouverneur de la Californie Arnold Schwarzenegger, a pour objectif une réduction de 15 % des émissions de gaz à effet de serre en 2020, par rapport à l'année de référence de 2005, par la création d'un marché du carbone ; en 2011, presque tous les membres se sont retirés ; fin 2011, seuls restent la Californie et quatre provinces canadiennes, dont la Colombie-Britannique[140] qui a finalement préféré mettre en place une taxe carbone ; le site web de la WCI[141] ne donne plus de nouvelles depuis 2012.

La baisse des coûts du solaire et de l'éolien révélée par les derniers rapports de l'AIE et de l'EIA a permis au président Obama de promettre une réduction des émissions de gaz à effet de serre des États-Unis de 26 à 28 % entre 2005 et 2025 ; malgré cela, les prévisions de l'EIA pour 2040 montrent une persistance de l'hégémonie du charbon : le coût de l'électricité produite par les centrales photovoltaïques tomberait à 86,5 $/MWh, celui de l'éolien terrestre à 63,4 $/MWh dans les zones les plus favorables, celui du nucléaire à 80 $/MWh, mais malgré ces coûts très proches de ceux des centrales à charbon et au gaz, la part des énergies renouvelables dans la production d'électricité du scénario de référence ne serait que de 16,5 % en 2040 contre 13 % en 2013, et plus des deux tiers viendrait encore du charbon et du gaz ; les scénarios alternatifs imaginés par l'EIA (poursuite des subventions aux EnR, capture du carbone, etc) ne parviennent pas à remettre en cause cette part ; seule la création d'une taxe carbone de 25 $/tonne de CO2 au départ et augmentant de 5 % par an serait efficace, réduisant de 80 % les émissions de CO2 des centrales électriques et de moitié les émissions totales liées à l'énergie.

### Présidence Trump
Donald Trump a nommé en novembre 2016 Myron Ebell, ferme opposant de longue date à toute politique de lutte contre le réchauffement climatique, à la tête de l'Agence de protection de l'environnement américaine (EPA) que Trump a promis d'abolir. Comme Donald Trump, Myron Ebell fustige « l'alarmisme » des grands chefs d'État autour du changement climatique. Il estime que le réchauffement provoqué par les gaz à effet de serre est « modeste », et peut-être même « positif » pour la planète. Il dirige le « Competitive Enterprise Institute », un think tank financé par les groupes pétroliers et miniers qui souhaitent supprimer tous les « fardeaux » imposés depuis l'arrivée de Barack Obama au pouvoir.
Le 14 février 2017, Donald Trump abroge par décret l'obligation pour les compagnies pétrolières et minières de rendre publics les paiements versés aux États étrangers. Cette règle visait à lutter contre la corruption. Ses détracteurs estiment qu'elle était un frein aux entreprises américaines par rapport à leurs concurrents russes et chinois et entrainait un manque à gagner de 600 millions de dollars par an.
Le 4 janvier 2018, le secrétaire aux Ressources naturelles Ryan Zinke a annoncé un plan pétrolier visant à autoriser les forages sur 90 % de leur territoire côtier, alors que la réglementation actuelle, passée sous l'administration Obama, ne prévoyait l'exploitation que de 6 % de la même zone, dans les eaux territoriales ; le projet prévoit 47 autorisations de forage sur cinq ans, à partir de 2019, dans des eaux jusqu'ici peu ou pas exploitées, comme les côtes de Californie, de l'État de Washington à l'ouest, ou de Virginie à l'est ; l'État fédéral n'avait autorisé aucune nouvelle exploitation offshore depuis 33 ans en dehors du Golfe du Mexique ; ce plan soulève l'opposition virulente des organisations environnementales ainsi que des États concernés.
Malgré les convictions climatosceptiques affichées par le gouvernement Trump, en 2019 « une majorité croissante d'Américains pensent que le réchauffement climatique est réel, comprennent qu'il est provoqué par les humains et sont inquiets de ses conséquences », selon une enquête de l'université de Yale : c'est le cas de 80 % des électeurs démocrates modérés et de 54 % des électeurs républicains modérés, et l'augmentation du niveau de préoccupation des plus conservateurs au cours des cinq dernières années (+18 points) est pratiquement aussi marquée que celle des démocrates modérés et centristes (+19 points). Les candidats démocrates font campagne sur un projet de « Green New Deal ».

### Présidence Biden
Dès son investiture en janvier 2021, le président Joe Biden réintègre les États-Unis dans l'Accord de Paris sur le climat. En avril, il organise un « Sommet des dirigeants sur le climat » au cours duquel il annonce un objectif de réduction des émissions de gaz à effet de serre américaines de 50 à 52 % d'ici à 2030, par rapport à 2005 ; l'engagement pris dans l'Accord de Paris en 2015 était une réduction de 26 à 28 % en 2025.
Le 19 avril 2022, le Department of Energy annonce un programme d'appels à candidatures pour soutenir la poursuite de l'exploitation des réacteurs nucléaires américains, le « Civil Nuclear Credit Program » (CNC), doté de 6 milliards $, dans le cadre de la loi sur les infrastructures.

### Présidence Trump 2
Donald Trump décide, dès son entrée en fonction en janvier 2025, de sortir des accord de Paris sur le climat. Le dirigeant de l'Agence de protection de l'environnement des États-Unis (EPA), Lee Zeldin, recommande fin février de ne plus considérer les gaz à effet de serre comme dangereux pour la santé et le bien-être des générations futures, et annonce le 12 mars 2025 l'annulation de nombreuses mesures prises par l'administration Biden pour faire baisser les émissions de CO2 du pays. En particulier, l'obligation faite en 2024 aux centrales à charbon d'éliminer leurs rejets de CO2 grâce aux techniques de capture et de stockage du carbone (CCS), sous peine de fermeture, est annulée. Cette règle devait permettre de séquestrer près de 1,4 milliard de tonnes de CO2 d'ici à 2047, et devait en outre s'appliquer aux centrales à gaz d'ici à 2032. Lee Zeldin annonce également son intention d'annuler les règles qui visent à limiter les émissions de CO2 des voitures, qui devaient entrer en vigueur en 2027. Il souhaite réformer le Clean Water Act qui interdit de déverser des polluants dans les eaux navigables des États-Unis, pour en exclure les zones humides et les petits cours d'eau. Il ordonne à l'EPA de mettre fin à ses programmes de justice environnementale qui ont pour objet d'aider les populations les plus défavorisées à faire face aux pollutions environnantes.

## Transition énergétique
Le défi de cette transition est un défi de soutenabilité, qui implique la formation d'une main-d'œuvre de l'énergie respectant les principes de « justice, d'équité, de diversité et d'inclusion » (JEDI, compétente en technologies et énergies renouvelables, propres et sûres, apte à maitriser les problèmes associés d'extraction, production, transport et utilisation. De nouvelles compétences seront nécessaires pour construire, soutenir et soutenir une économie et une infrastructure énergétiques qui soutiennent et améliorent également les approches et les actions de justice environnementale et sociale,.